# Época de Rosas

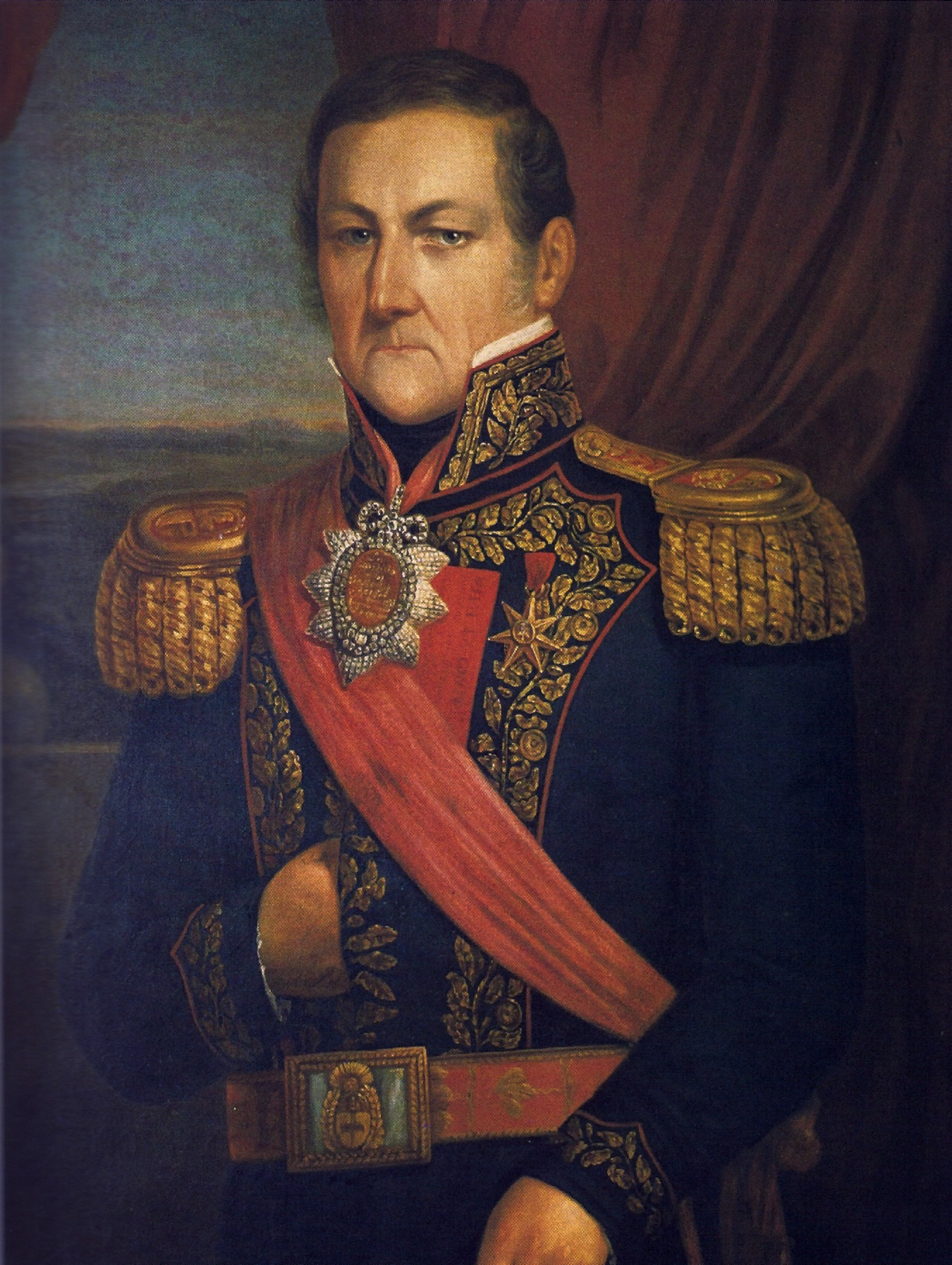
Brigadier General Juan Manuel de Rosas.

La época de Rosas fue un período en la historia de la Argentina en la primera mitad del siglo XIX, en que el poder político estuvo controlado directa o indirectamente por el brigadier general Juan Manuel de Rosas, gobernador de la provincia de Buenos Aires. La duración de la misma depende del punto de vista: si se refiere a la historia de la provincia de Buenos Aires, duró desde 1828 a 1852; si, en cambio, se refiere a la Confederación Argentina, duró desde 1835 a 1852.                     
Durante el período mencionado, Rosas ejerció el cargo de gobernador de la provincia de Buenos Aires en dos períodos: entre 1829 y 1832, y entre 1835 y su renuncia a raíz de la derrota en la batalla de Caseros, el 3 de febrero de 1852.
Durante el período no existió ningún gobierno nacional, y Rosas no ejerció cargo alguno de carácter nacional, excepto por el manejo de las relaciones exteriores de todas ellas –incluyendo la firma de tratados en tiempos de paz y las declaraciones de guerra– que le delegaron las demás provincias. No obstante, el poder real de Rosas excedió en mucho esas atribuciones, ya que por medio del control económico, el dominio militar y la presión política, limitó mucho las acciones de los gobernadores de las provincias del interior. De hecho, varios de ellos fueron derrocados por presión de Rosas o por imposición de sus ejércitos, y varios otros fueron elegidos únicamente en función de las buenas relaciones que tenían con Rosas.

## Antecedentes
Las Provincias Unidas del Río de la Plata eran independientes del imperio español desde 1810, y habían declarado su independencia en 1816. Sin embargo, se vieron sacudidas por una larga guerra civil, durante la cual varias provincias exigieron la organización del estado en forma federal. En 1820, el gobierno nacional fue derrocado y sustituido por la autonomía plena de cada una de sus trece provincias. Ese mismo año, en medio de la Anarquía del Año XX, se iniciaba la actuación política del entonces teniente coronel Juan Manuel de Rosas.
Durante los años siguientes, la provincia de Buenos Aires se sustrajo de la guerra de independencia e inició una apertura comercial con Europa, especialmente con Gran Bretaña, desarrollando al máximo su potencial exportador de productos ganaderos.
En 1824 se instaló un nuevo Congreso General, con la finalidad de sancionar una constitución; el estallido de la Guerra del Brasil –por el conflicto por la soberanía sobre la Provincia Oriental– la incitó a crear un gobierno nacional, resultando elegido Bernardino Rivadavia como presidente de las Provincias Unidas. El desarrollo de la guerra fue favorable a los rioplatenses, pero la situación militar se hizo rápidamente insostenible.
En 1826 se sancionó finalmente una Constitución Nacional, en la que se establecía el nombre de República Argentina para el estado. Pero el carácter unitario del sistema de gobierno adoptado llevó a la mayoría de las provincias a rechazar esta constitución. El gobierno nacional firmó un tratado de paz con el Brasil, que fue interpretado como deshonroso por la opinión pública de Buenos Aires; el tratado fue rechazado por el gobierno argentino, y Rivadavia renunció a la presidencia. El gobierno y el Congreso nacionales fueron disueltos muy poco tiempo más tarde.
El coronel Manuel Dorrego, del Partido Federal, fue elegido gobernador de Buenos Aires. Entre otros funcionarios federales que nombró, elevó a Juan Manuel de Rosas al cargo de comandante general de campaña. Se hizo cargo de las relaciones externas del país y de la continuación de la guerra contra el Brasil; pero la situación financiera, la presión británica y la superioridad militar del Imperio lo obligaron finalmente a firmar un tratado de paz, por el que se otorgaba la independencia a la Provincia Oriental, que pasó a ser el Estado Oriental del Uruguay. El ejército que había hecho la campaña del Brasil fue llevado de vuelta a la Argentina.
Desde el punto de vista de los oficiales que habían hecho la campaña, el tratado firmado por Dorrego era también deshonroso, ya que la situación militar se había mostrado como favorable a la Argentina, especialmente en la Batalla de Ituzaingó; acusaron al gobernador de haber entregado la Provincia Oriental después de los numerosos triunfos obtenidos por el ejército nacional en el campo de batalla. De modo que se pusieron de acuerdo con los líderes unitarios para derrocar a Dorrego.

### Dictadura de Lavalle

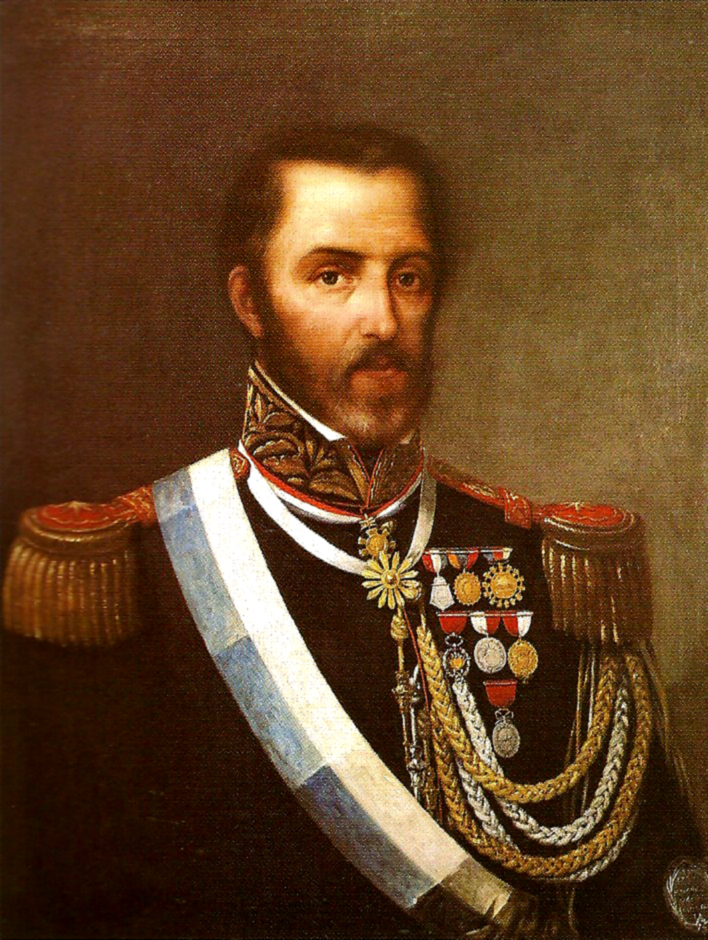
El general Juan Lavalle con las insignias de gobernador de la provincia de Buenos Aires.

El 1° de diciembre de 1828 estalló el golpe de Estado en Buenos Aires: las fuerzas del general Juan Lavalle avanzaron sobre el centro de la ciudad. Dorrego, carente de fuerzas, huyó a la campaña y en Cañuelas se reunió con Rosas.
En la capital, una asamblea de simpatizantes unitarios nombró gobernador a Lavalle, que clausuró la Junta de Representantes. Inmediatamente partió a la campaña y el 9 de diciembre derrotó a Dorrego en la batalla de Navarro. Rosas se dirigió a Santa Fe, en busca del apoyo de Estanislao López, pero Dorrego no quiso abandonar su provincia. Traicionado por sus propias fuerzas, el gobernador fue entregado a Lavalle en el campamento de Navarro. El 13 de diciembre fue fusilado sin juicio previo, por orden del jefe unitario, quien asumió la responsabilidad por el hecho. Lejos de terminar con el federalismo, el asesinato de Dorrego daría inicio a una larga guerra civil, que alcanzaría a casi todo el país.
La Convención Nacional declaró fuera de ley el gobierno de Lavalle, mientras López y Rosas asumieron la jefatura del ejército federal que debía operar en Buenos Aires.
Lavalle envió ejércitos en todas direcciones, pero varios pequeños caudillos aliados de Rosas organizaron la resistencia. Los jefes unitarios recurrieron a toda clase de crímenes para aplastarla. No se ha difundido la memoria de estos hechos, pues ocurrieron en el campo y sus víctimas fueron gauchos y personas pertenecientes a clases sociales humildes.
El gobernador intruso envió al coronel Federico Rauch hacia el sur, y una de sus columnas, al mando del coronel Isidoro Suárez, derrotó y capturó al mayor Mesa, que fue enviado a Buenos Aires y ejecutado. Al frente del grueso de su ejército, Lavalle invadió Santa Fe y llegó a ocupar la villa de Rosario. López, conocedor del terreno, eludió el combate y agotó a las tropas unitarias en marchas y contramarchas, que finalmente debieron regresar a Buenos Aires. Mientras tanto, en el interior de esta provincia se generalizaba un alzamiento de gauchos del campo, que enfrentaron a los jefes unitarios y los vencieron repetidamente, obligándolos a encerrarse en las inmediaciones de la capital.
López y Rosas salieron en persecución de Lavalle, derrotándolo el 26 de abril de 1829 en la batalla de Puente de Márquez, y poniendo sitio a Buenos Aires. Lavalle, reducido a la ciudad, dispuso la prisión de sus enemigos políticos y organizó la defensa mediante el servicio militar obligatorio, aun para los extranjeros. Esta medida provocó la intervención de la división naval francesa en el Río de la Plata, en defensa de los ciudadanos franceses, que incluyó la captura de varios buques.
La impopularidad del movimiento unitario comenzó a manifestarse en Buenos Aires. El desorden se apoderó de la administración; el sitio de la ciudad paralizó el comercio e interrumpió las relaciones con el interior. De modo que Lavalle, sin esperanzas de romper el cerco, buscó una solución negociada. La retirada de López a su provincia para evitar la acción de Paz, dejó al ejército federal bajo la jefatura de Rosas.
Lavalle, desesperado, se lanzó a hacer algo insólito: se dirigió, completamente solo, al cuartel general de Rosas, la Estancia del Pino. Como éste no se encontraba, se acostó en su catre de campaña a esperarlo. Al día siguiente, 24 de junio, Lavalle y Rosas firmaron el Pacto de Cañuelas, que estipulaba que se llamaría a elecciones, en las que sólo se presentaría una lista de unidad de federales y unitarios, y que el candidato a gobernador sería Félix de Álzaga.
Lavalle presentó el tratado con un mensaje que incluía una inesperada opinión sobre su enemigo:

“Mi honor y mi corazón me imponen remover por mi parte todos los inconvenientes para una perfecta reconciliación... Y sobre todo ha llegado el caso de que veamos, tratemos y conozcamos de cerca a Juan Manuel de Rosas como a un verdadero patriota y amante del orden.”

Los unitarios no acataron lo acordado por Lavalle. Fortalecidos por el triunfo de Paz en Córdoba, decidieron presentarse en las elecciones con una lista opositora que triunfó, y que llevaba como candidato a gobernador a Carlos María de Alvear; al precio de treinta muertos ganaron las elecciones. Las relaciones quedaron rotas nuevamente, obligando a Lavalle anular lo firmado en Cañuelas y firmar un nuevo tratado, el pacto de Barracas, del 24 de agosto. Pero, ahora más que antes, la fuerza estaba del lado de Rosas. A través de este pacto se nombró gobernador interino a Juan José Viamonte, que debía convocar a la legislatura depuesta el 1 de diciembre anterior. Pocas semanas más tarde, Lavalle emigraba al Uruguay.
Viamonte llamó a la legislatura derrocada por Lavalle, allanándole a Rosas el camino al poder.

## Primer gobierno de Rosas

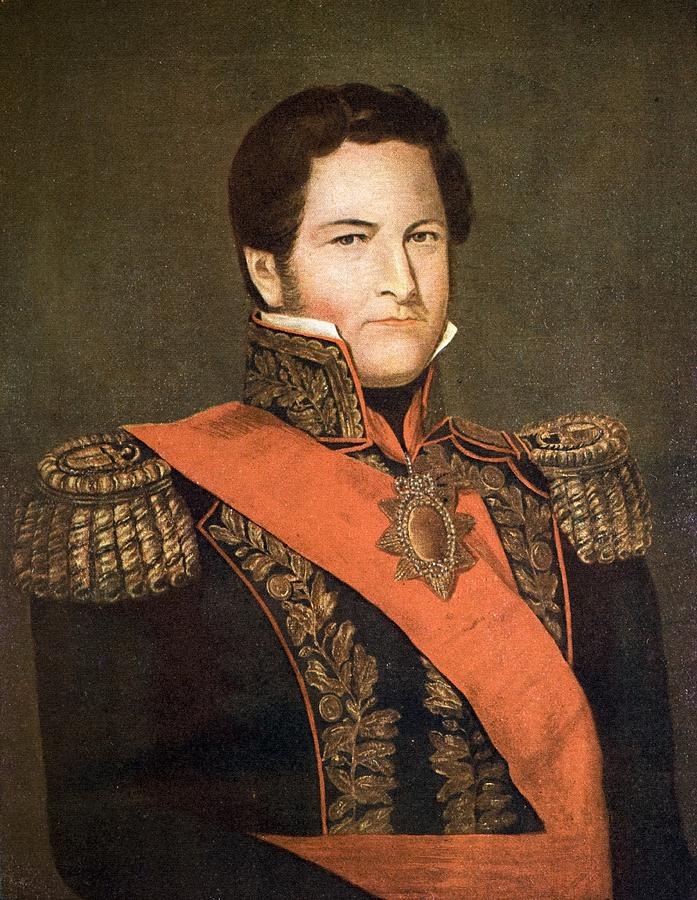
Juan Manuel de Rosas, gobernador de la Provincia de Buenos Aires.

El 1 de diciembre, exactamente un año después del golpe de Estado de Lavalle, la Sala de Representantes volvió a funcionar; pocos días después, elegía gobernador titular a Juan Manuel de Rosas, al que –en vista de la situación bélica que se vivía– se le otorgaron "todas las facultades ordinarias y extraordinarias que creyera necesarias, hasta la reunión de una nueva legislatura" de gobierno. No fue una situación excepcional: desde el Primer Trunvirato en adelante, varios gobiernos nacionales habían asumido los tres poderes. La misma Sala de Representantes se las había conferido a Manuel de Sarratea y a Rodríguez en 1820, Lavalle las había ejercido de hecho, y a Viamonte les habían sido conferidas por la Convención de Barracas. También gobernaron con facultades extraordinarias los gobernadores de muchas otras provincias en los años siguientes.
Además se le otorgaba a Rosas el título de "Restaurador de las Leyes e Instituciones de la Provincia de Buenos Aires". El mismo día en que juró su cargo, declaró al diplomático uruguayo Santiago Vázquez:

Creen que soy federal; no señor, no soy de partido alguno sino de la Patria... En fin, todo lo que yo quiero es evitar males y restablecer las instituciones, pero siento que me hayan traído a este puesto.

Rosas asumió el gobierno provincial el 6 de diciembre. Su primer acto de gobierno fue  el pomposo traslado de los restos de Dorrego a la capital, con lo que se captó la voluntad del pueblo humilde de la ciudad, al que sumó la influencia que ya tenía sobre la población rural.
El primer gobierno de Rosas fue un gobierno de orden; no fue una tiranía despótica, aunque más tarde los historiadores harían extensivas a su primer gobierno algunas características del segundo. En este primer momento, se apoyó en algunos de los dirigentes del "Partido del Orden" de la década anterior, lo cual ha permitido que fuera acusado de ser el continuador del Partido Unitario, aunque con el tiempo se distanciaría de ellos.
En los meses siguientes, las provincias del Litoral le confirieron a Rosas la delegación de las Relaciones Exteriores de todas ellas –tal como lo habían hecho antes con Las Heras y Dorrego– por lo cual cualquier tratado con otro país, conflicto externo y cualquier acuerdo comercial era decidido y negociado por él.
Pese a las promesas de respetar al partido vencido, Rosas impuso gradualmente la supremacía de la alianza que lo había llevado al poder, que se adjudicaría el nombre de Partido Federal. Removió de sus cargos a los funcionarios públicos, militares y eclesiásticos que habían participado en el golpe de Estado y la dictadura de Lavalle. También estableció una severa censura contra los periódicos que habían apoyado a Lavalle, que extendería a cualquiera que cuestionara sus propios actos de gobierno.
Más tarde haría obligatorio el uso de la divisa punzó a todos los militares y empleados públicos, de modo que se identificara al Partido Federal con el Estado.

### Guerra contra la Liga del Interior

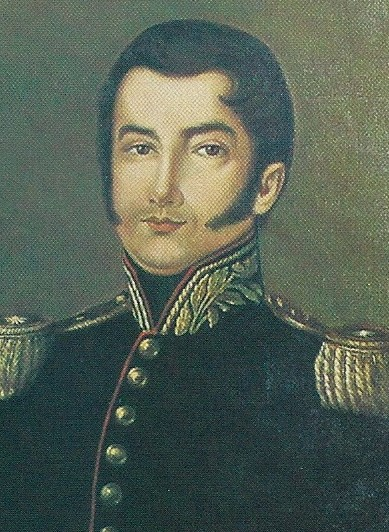
El general José María Paz.

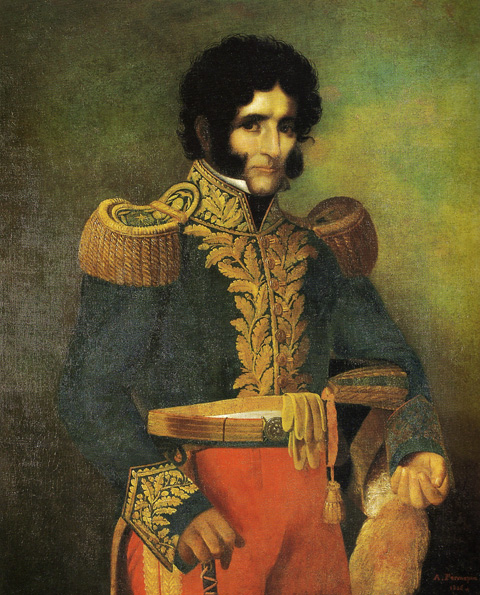
El general Juan Facundo Quiroga.

Al mando del segundo cuerpo de ejército, el general José María Paz había llegado desde la Banda Oriental a Buenos Aires a comienzos de 1829, pero no pudo acordar una acción conjunta con Lavalle. Siguió camino a Córdoba, venció al gobernador Juan Bautista Bustos en la batalla de San Roque el 23 de abril y marchó sobre la ciudad, donde fue designado gobernador.
Bustos pidió ayuda al comandante de campaña de la La Rioja, Facundo Quiroga, que invadió Córdoba en el mes de junio y capturó la capital; pero poco después fue derrotado en la batalla de La Tablada, por lo que debió regresar a su provincia para reorganizar sus fuerzas. Las fuerzas de Paz llevaron adelante una violenta campaña contra los grupos federales de las sierras, mientras unitarios y federales luchaban por el control de las provincias andinas.
Una vez vencidos los opositores en sus provincias, Quiroga y Aldao invadieron nuevamente Córdoba, pero fueron totalmente derrotados en la  batalla de Oncativo, el 25 de febrero de 1830. Quiroga huyó a Buenos Aires, Aldao fue tomado prisionero y Bustos se refugió en Santa Fe, donde moriría poco después.
Paz envió fuerzas unitarias a controlar todas las provincias que habían seguido a Quiroga, donde desplazaron a los federales del gobierno. Varios de los jefes de esas fuerzas ocuparon el cargo de gobernadores provinciales.
Mediante los tratados de julio y agosto de 1830, las provincias del interior –Córdoba, Tucumán, Salta, Mendoza, San Juan, San Luis, La Rioja, Santiago del Estero y Catamarca– firmaron un tratado por el que integraron la Liga del Interior, una alianza ofensiva-defensiva con el propósito de organizar constitucionalmente la Nación. Si bien se mencionaba la reunión de un congreso y una constitución, por el momento se otorgaba todo el poder militar y político a Paz y se dejaba para el futuro la decisión acerca de sancionar una nueva constitución o poner en vigencia la de 1826. La Liga no proponía un sistema político; aunque parecía inclinarse hacia la forma unitaria, era opuesta a la hegemonía de Buenos Aires.
Ante el ascenso de Paz en el interior, Santa Fe, Entre Ríos y Buenos Aires firmaron el Pacto Federal del 4 de enero de 1831, al que poco después se uniría Corrientes. Establecía una alianza defensiva-ofensiva, libre tránsito de personas y comercio y la creación de una Comisión Representativa de los gobiernos de las provincias litorales, compuesta por un representante de cada una de ellas, que residiría en Santa Fe. La misma tenía las atribuciones de celebrar tratados de paz, declarar la guerra e invitar a las demás provincias a unirse por medio de un congreso que organizase la administración general del país bajo el sistema federal.
La Comisión declaró la guerra a Paz y nombró a López jefe de las fuerzas que debían enfrentarlo. Las tropas porteñas fueron puestas al mando del general Juan Ramón Balcarce. Las acciones contra Paz se iniciaron simultáneamente en diversos frentes: el coronel porteño Ángel Pacheco derrotó a las avanzadas cordobesas en la batalla de Fraile Muerto. En febrero de 1831 Quiroga invadió Córdoba, ocupando Río Cuarto, San Luis, Mendoza, San Juan y La Rioja. Aunque rehuyendo un combate abierto frente a su exitoso enemigo, López hostilizó con fuerzas montoneras el límite este de Córdoba; mientras inspeccionaba el frente, Paz cayó prisionero de una partida federal –por unas boleadoras– el 10 de mayo.
Al frente de la Liga quedó el general Lamadrid, que prefirió retroceder hacia Tucumán. Allí fue derrotado por Quiroga en la batalla de La Ciudadela, del 4 de noviembre. Lamadrid huyó a Bolivia y Salta se rindió sin luchar.

### Influencia de Rosas en el interior
Terminada la guerra, las provincias restantes se irían adhiriendo al Pacto Federal: Mendoza, Córdoba, Santiago del Estero y La Rioja en 1831. Al año siguiente, Tucumán, San Juan, San Luis, Salta y Catamarca. El federalismo se impuso en todo el país, bajo la dominación de tres dirigentes de prestigio interprovincial: López, Quiroga y Rosas. Por unos años, este triunvirato virtual gobernaría el país, aunque las relaciones entre ellos nunca fueron muy buenas. Todos los gobernadores –excepto el de Buenos Aires y el de Corrientes– debían su acceso al poder a Quiroga o a López. Rosas tenía mucho prestigio y gobernaba la provincia más rica, pero en esa época no existía el "rosismo" en el interior.
En cuanto terminó la guerra, los representantes de varias provincias anunciaron que, con la pacificación interior, había llegado la ocasión esperada para la organización constitucional del país. Pero Rosas argumentaba que primero se tenían que organizar las provincias y luego el país, ya que la constitución debía ser el resultado escrito de una organización que debía darse primero. Por otro lado, su provincia –y él mismo– se beneficiaban de una indefinición legal que permitía a Buenos Aires retener la hegemonía y la totalidad de los ingresos de la Aduana porteña, la única que comerciaba directamente con el exterior.
Aprovechando una imprudencia cometida por el diputado correntino Manuel Leiva en una carta particular, Rosas lo acusó de tener ideas anárquicas y retiró su representante de la convención de Santa Fe, lo que fue imitado por otras provincias. En agosto de 1832, la convención quedaba disuelta, y la oportunidad de organizar constitucionalmente el país se pospuso por otros veinte años.
En 1832, en carta a Quiroga, Rosas le dijo

...siendo federal por íntimo convencimiento, me subordinaría a ser unitario si el voto de los pueblos fuese por la unidad.

## Entre dos mandatos
Terminado su período de gobierno el 5 de diciembre de 1832, Rosas fue reelegido. Pero, como no le fueron renovadas las facultades extraordinarias, renunció en forma indeclinable. Fue sucedido por  el general Juan Ramón Balcarce.

### Campaña al desierto

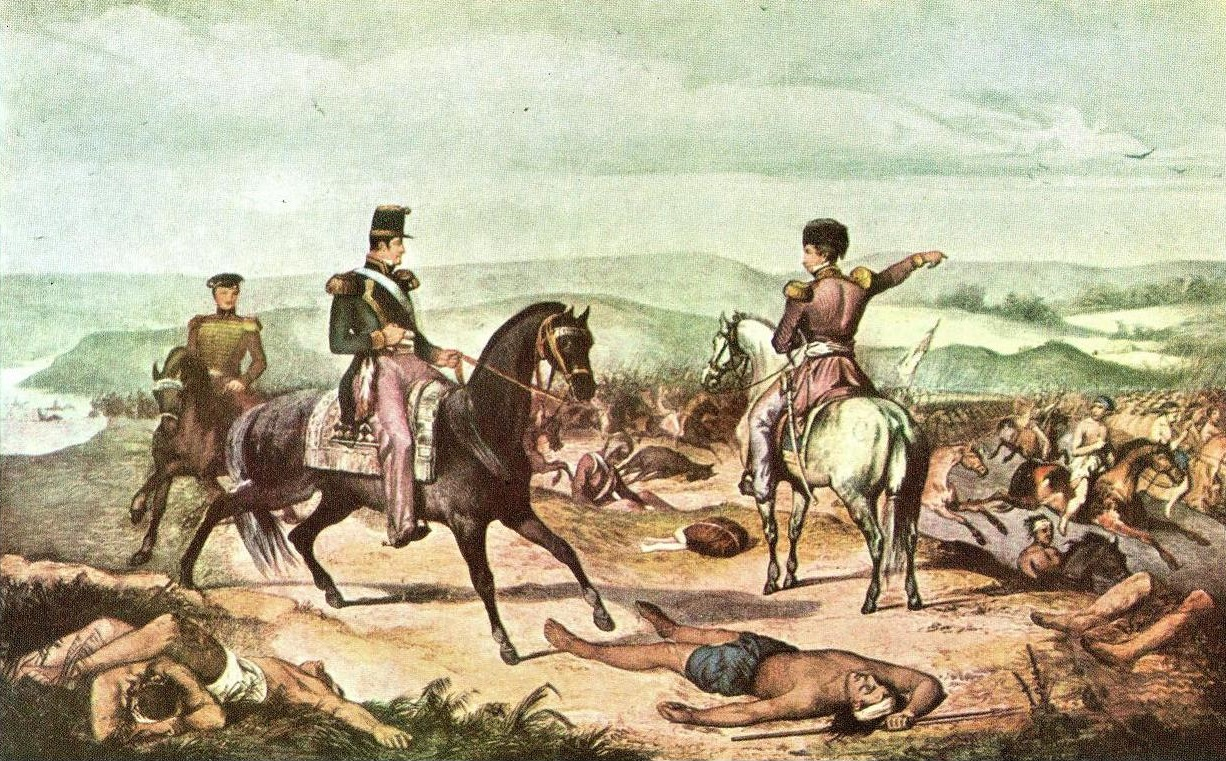
Juan Manuel de Rosas durante su campaña al Desierto.

Inmediatamente Rosas emprendió la llamada campaña al desierto, es decir, territorios ocupados por tribus aborígenes en el sur de la provincia de Buenos Aires. Entre los objetivos de la campaña se cuentan el incorporar tierras para la ganadería y el acabar con los malones que asolaban la frontera. La columna de Rosas llegó hasta el Río Negro, incorporando 2900 leguas cuadradas de terreno y reduciendo la acción de los indígenas. Al finalizar la campaña, firmó tratados de paz con varios caciques secundarios, que se convirtieron en útiles aliados. Al año siguiente se sumaría el más importante de ellos, Calfucurá.
En esta campaña se destacaron algunos oficiales que formarían la siguiente generación de militares porteños: Pedro Ramos, Ángel Pacheco, Domingo Sosa, Hilario Lagos, Mariano Maza, Jerónimo Costa, Pedro Castelli y Vicente González (el Carancho del Monte). Simultáneamente se realizaron campañas desde Mendoza, Córdoba y San Luis, con resultados muy limitados.
Con esta campaña, la provincia se aseguró la tranquilidad para los campos y pueblos ya formados, y se logró un relativo avance en el sudoeste de la provincia; pero los adelantos de la frontera fueron mucho menos espectaculares que los que lograría Julio Argentino Roca en 1879. Personalmente, Rosas logró poner de su lado al ejército, a los estancieros y la opinión pública, y el agradecimiento de las provincias de Mendoza, San Luis, Córdoba y Santa Fe, que se vieron libres de saqueos importantes por muchos años. Sin embargo, el único grupo de indios que no fue totalmente dominado, los ranqueles, siguieron siendo vistos como un problema para los habitantes de estas provincias.
Durante los primeros años de su segundo gobierno, la política de Rosas para con los indígenas alternaría tratados de paz y donaciones con campañas de exterminio. Sólo después de la crisis que comenzó en 1839 la cambió por una política de paz permanente. El precio a pagar por la paz fue sostener a las tribus amigas con entregas anuales de ganado, caballos, harina, tejidos y aguardiente. A partir de este momento, las tribus cazadoras dependieron de las entregas de alimentos, y fueron considerados por los bonaerenses como costosos parásitos del erario público, olvidando que –desde el punto de vista de Rosas– los pagos eran un precio a pagar por el uso de territorios que ellos consideraban suyos. Esta actitud pacificadora, y el cumplimiento de los pactos celebrados, le ganaron a Rosas el respeto de los jefes de los indios amigos.

### Gobiernos de Balcarce, Viamonte y Maza
Durante el mandato de Balcarce se produjo la Ocupación británica de las islas Malvinas.
Desde el momento en que Rosas bajó del gobierno, se produjo una división en el partido federal porteño, entre apostólicos –partidarios de un gobierno fuerte que apoyara a Rosas– y los cismáticos o doctrinarios –que aspiraban a la organización constitucional de la provincia, evitando la concentración del poder– a los que los rosistas llamaban lomos negros.
El enfrentamiento se condujo principalmente en la prensa, dividida en dos bandos, que se atacaban escandalosamente; el gobierno decidió procesar a varios periódicos opositores y uno o dos oficialistas. Entonces se puso en acción Encarnación Ezcurra, esposa y consejera de Rosas, que reunía diariamente a sus aliados en su casa, y organizaba las manifestaciones y agresiones contra los opositores.
Uno de los periódicos enjuiciados era llamado "El Restaurador de las Leyes". Cuando se anunció el juicio a los periódicos, Encarnación hizo empapelar la ciudad con la noticia de que iba a ser enjuiciado el Restaurador, lo que la gente interpretó como un juicio al propio Rosas. Se produjo una gran manifestación, y sus participantes se reunieron en las afueras de la ciudad; en su ayuda vino el general Agustín de Pinedo, que puso a sitio a la ciudad, provocando unos días más tarde la renuncia de Balcarce. Esa fue la llamada Revolución de los Restauradores.
En su lugar fue nombrado el general Juan José Viamonte, y en los días siguientes abundaron las agresiones de los partidarios de Rosas, organizados por Encarnación Ezcurra en la Sociedad Popular Restauradora, formada por las clases medias de la ciudad y parte de los oficiales de origen humilde. Su brazo armado era la Mazorca, un grupo parapolicial que atacaba las casas de los opositores a Rosas, causando desmanes y agresiones físicas a quienes eran considerados opositores. Hubo algunos crímenes y los federales doctrinarios comenzaron a emigrar, pero por el momento no tuvieron la extensión que tendría en el futuro.
Pero Viamonte no era tampoco un apostólico, y no contaba con la confianza de Rosas o su esposa; ni siquiera la expulsión de Bernardino Rivadavia –que había pretendido regresar al país– le ganó su confianza.
Unos meses después –ya en 1834– Rosas llegó de regreso a Buenos Aires, y Viamonte se vio obligado a renunciar. En su lugar fue elegido Rosas, que no aceptó porque no se le concedían las facultades extraordinarias; no se sentía capaz de gobernar –ni le interesaba hacerlo– bajo las limitaciones de un estado de derecho. Fue elegido gobernador su amigo Manuel Vicente Maza, presidente de la legislatura.

### Guerra civil en el Norte y asesinato de Quiroga
Un conflicto entre las provincias de Tucumán y Salta llegó al estado de guerra civil, particularmente a partir del momento en que la ciudad de San Salvador de Jujuy decidió separarse de la segunda, formando la provincia de Jujuy. El gobernador salteño, Pablo Latorre, pidió ayuda al gobierno de Buenos Aires.
Maza optó por consultar la situación con Rosas y Facundo Quiroga –establecido en Buenos Aires– antes de decidir qué actitud tomar, ya que existía la sospecha de que se hubiera formado un grupo partidario de la secesión en las provincias del norte. Finalmente, a pedido del primero, envió a Quiroga a mediar entre ambos gobiernos, mientras Rosas le pedía que hiciera ver a los pueblos que no era tiempo para la organización constitucional.

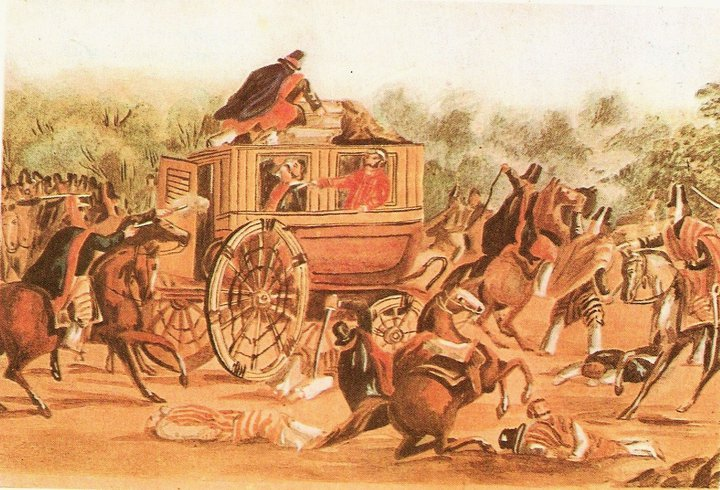
Asesinato de Facundo Quiroga en Barranca Yaco.

Mientras Quiroga estaba en camino, la guerra se definió con el triunfo de Tucumán y el gobernador salteño fue tomado prisionero y asesinado. Al llegar a Santiago del Estero, Quiroga logró la firma de un tratado entre el gobernador local Ibarra, Heredia y un representante de Salta, por el cual se restablecía la paz y se reconocía la autonomía de la recién fundada provincia de Jujuy.
Al regreso de su misión, una partida de milicianos atacó la galera en que viajaba Quiroga y lo asesinó en el paraje denominado Barranca Yaco –jurisdicción de Córdoba– el 16 de febrero de 1835. A nadie escapó que se trataba de un crimen político, y todas las acusaciones se centraron en los hermanos Reinafé.
La noticia del asesinato de Quiroga conmovió a Buenos Aires: Maza renunció a su cargo, y la Sala de Representantes, ante el temor de la anarquía designó a Rosas gobernador por un plazo de cinco años. A su pedido, le otorgó la suma del poder público: ejercería a discreción el poder ejecutivo y podía intervenir en el legislativo y el judicial.

## Segundo gobierno de Rosas
Dado que el poder que se le otorgaba era fuera de lo normal, Rosas pidió a la Sala de Representantes que se convocara a un plebiscito para refrendar esa decisión: el mismo fue organizado en la ciudad, ya que la Sala consideró que en el interior de la provincia el apoyo a Rosas no podía ser cuestionado; el resultado fue abrumador: de 9720 sufragios, solo 7 se manifestaron en contra.

### La dictadura
Surgió entonces una dictadura legal, ya que la concentración de poderes se basaba en una ley de la Sala de Representantes refrendada por el voto de los ciudadanos. La Sala de Representantes continuó existiendo, y el gobernador y sus ministros enviaban periódicamente informes sobre su actuación. Cada año se celebraron las elecciones de sus integrantes, en las que se presentaba únicamente la lista de candidatos oficialistas, personalmente elaborada por Rosas. Durante las sucesivas crisis, algunos de sus miembros manifestaron algún tipo de oposición parcial a las gestiones del gobierno. Después de cada elección, Rosas presentaba su renuncia al cargo de gobernador, y la Sala lo volvía a elegir, confirmando la continuidad de la suma del poder público. Con el paso del tiempo, los legisladores fueron elegidos cada vez más por la incondicionalidad a la persona de Rosas, y los gestos de autonomía de los legisladores se hicieron más esporádicos, hasta desaparecer por completo.
Por su parte, Rosas, cada vez más metódico y cuidadoso en el manejo de las finanzas, publicaba cada año el estado de la Hacienda Pública en la Gaceta Mercantil.
Rosas restableció el uso de la divisa punzó y persiguió a los enemigos políticos; la Mazorca incrementó su acción contra los opositores, muchos de los cuales se vieron obligados a emigrar. La mayor parte de los emigrados se concentraron en Montevideo: allí recalaron los antiguos unitarios emigrados en 1829, los federales cismáticos desde 1833 en adelante, y los jóvenes de la generación del 37.
Numerosos jueces fueron removidos, y Rosas se ocupó personalmente de las causas que consideraba importantes, casos para los cuales nombraba jueces ad hoc, bajo su supervisión personal. Recién asumido, Rosas ordenó la captura de Santos Pérez y los Reynafé, y tras un juicio que tardó años, fueron condenados a muerte y ejecutados. El juicio le dio a Rosas una autoridad nacional en un ámbito inesperado: su provincia tenía un tribunal penal de autoridad nacional. Esa autoridad, fuera de un esquema legal, y aportó cierta unidad a la administración nacional. No obstante la autoridad de Rosas, los tribunales de justicia mantuvieron una cierta independencia, especialmente en asuntos sin relevancia política.
El rosismo acentuó el carácter telúrico y nacionalista del federalismo porteño, opuesto a los ideales europeos de Rivadavia, que había carecido de respaldo mayoritario. El gobierno rosista se caracterizó por contar con un gran apoyo por parte del pueblo: hacendados, comerciantes, viejos militares de tiempos de la Independencia, sectores medios y bajos apoyaron incondicionalmente al “restaurador de las leyes”. Los grandes terratenientes y comerciantes se beneficiaron económicamente con la exclusividad de la aduana porteña y la venta de tierras públicas. En las ciudades, Rosas compartía bailes, fiestas y juegos con los sectores bajos de la sociedad, quienes lo sentían cercano a ellos. Rosas estableció el Paternalismo político, es decir, el generar en las clases bajas el sentimiento de ser un "padre" que cuida, conoce y protege a sus "hijos".
Hizo obligatorio el lema de "Federación o muerte", que sería gradualmente reemplazado por "¡Mueran los salvajes unitarios!", para encabezar todos los documentos públicos; e impuso a los empleados públicos y militares el uso del cintillo punzó, que pronto sería usado por todos. Por oposición al color punzó omnipresente en la ciudad rosista, más tarde los unitarios llevarían divisas celestes, lo que tendría un resultado inesperado: la bandera argentina era, hasta ese momento, de color azul y blanco. Los ejércitos de Rosas la empezaron a usar con un color azul oscuro, casi violeta; para diferenciarse, los unitarios la utilizaron de color celeste (azul claro) y blanco, que es el color oficial en la actualidad.

### El interior en la década de 1830

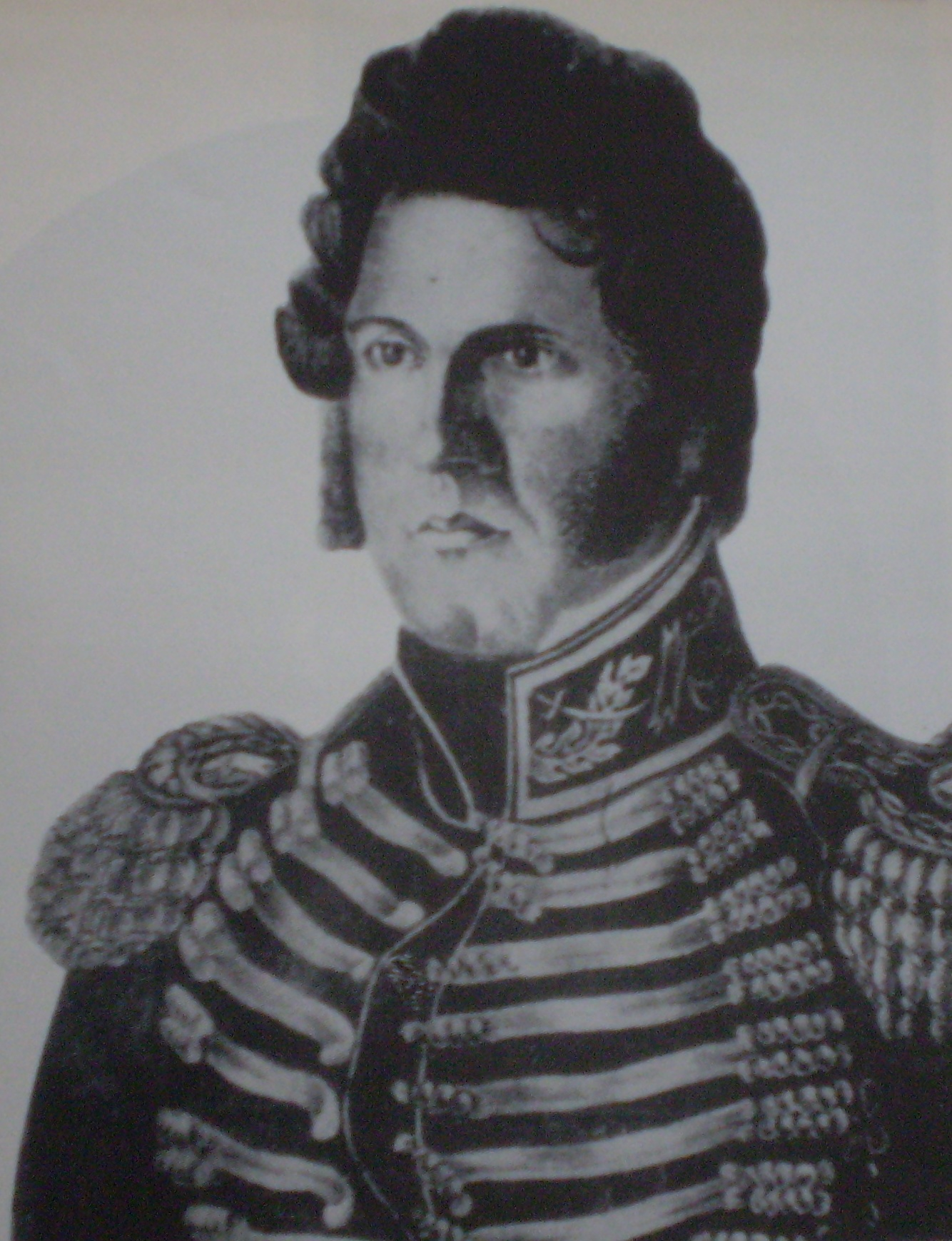
El general Pascual Echagüe, gobernador de la provincia de Entre Ríos.

La guerra civil en el norte y la muerte de Quiroga generaron una serie de cambios políticos importantes en casi todas las provincias del interior. En Córdoba, tras varios interinatos, asumió el mando Manuel "Quebracho" López, un jefe militar directamente vinculado a Rosas. La influencia de Estanislao López en esa provincia, en Santiago del Estero y en Entre Ríos se esfumó por completo, y su poder quedó limitado solamente a Santa Fe. Ibarra y Pascual Echagüe, gobernadores de las otras dos provincias mencionadas, ingresaron abiertamente en la órbita de Rosas. Las provincias cuyanas se acercaron a la influencia de Rosas, e incluso el nuevo gobernador de San Juan, Nazario Benavídez, era otro militar directamente vinculado a Rosas.
Las provincias del Noroeste quedaron bajo la órbita de Alejandro Heredia, que pasó a ser conocido como el "Protector del Norte" y fue el único líder regional capaz de poner alguna clase de freno a las pretensiones hegemónicas del gobernador porteño.
Sin constitución, por mera delegación de las atribuciones de las provincias, y por acción propia, Rosas ejerció de hecho el poder nacional, apoyado en la fuerza de Buenos Aires. Impuso una organización nacional de hecho, invocando el Pacto Federal de 1831 como única fuente legal de las relaciones interprovinciales. A lo largo de todo su gobierno mantuvo su posición sobre la inconveniencia de reunir un congreso y sancionar una constitución.
Bajo el nombre de federación, realizó una política de intensa intervención en las provincias, utilizando desde el apoyo político y financiero a la persuasión, la amenaza y la acción armada.

### Política económica y Ley de Aduanas
El gobernador de Corrientes, Pedro Ferré, realizó un enérgico planteo reclamando medidas proteccionistas para los productos de origen local, cuya producción se deterioraba debido a la política de libre comercio de Buenos Aires.
El 18 de diciembre de 1835, Rosas sancionó la Ley de Aduanas en respuesta a ese planteo, que determinaba la prohibición de importar algunos productos y el establecimiento de aranceles para otros casos. En cambio mantenía bajos los impuestos de importación a las máquinas y los minerales que no se producían en el país. Con esta medida buscaba ganarse la buena voluntad de las provincias, sin ceder lo esencial, que eran las entradas de la Aduana. Estas medidas impulsaron notablemente el mercado interno y la producción del interior del país. Sin embargo, Buenos Aires continuó siendo la principal ciudad.
La escala de tarifas partía de un impuesto básico de importación del 17% y se iba aumentando para proteger a los productos más vulnerables. Las importaciones vitales, como el acero, el latón, el carbón y las herramientas agrícolas pagaban un impuesto del 5%. El azúcar, las bebidas y productos alimenticios el 24%. El calzado, ropas, muebles, vinos, coñac, licores, tabaco, aceite y algunos artículos de cuero el 35%. La cerveza, la harina y las papas el 50%.
Un efecto adicional –que Rosas había considerado correctamente– era que, pese a que disminuyeron las importaciones, el crecimiento del mercado interno compensó esa caída. De hecho, los ingresos por impuestos a la importación aumentaron significativamente.
Simultáneamente pretendió obligar a Paraguay a incorporarse a la Confederación Argentina ahogándola económicamente, para lo cual impuso una fuerte contribución al tabaco y los cigarros. Como temía que entraran de contrabando por Corrientes, esos impuestos alcanzaron también a los productos correntinos. La medida contra el Paraguay fracasó, pero tendría graves consecuencias respecto de Corrientes.
Su política económica fue decididamente conservadora: controló los gastos al máximo, y mantuvo un equilibrio fiscal precario sin emisiones de moneda ni endeudamiento. Su administración era sumamente prolija, anotando y revisando puntillosamente los gastos e ingresos públicos, y publicándolos casi mensualmente. Tampoco pagó la deuda externa contraída en tiempos de Rivadavia, salvo en pequeñas sumas durante los pocos años en que el Río de la Plata no estuvo bloqueado. El papel moneda porteño mantuvo muy estable su valor y circuló por todo el país, reemplazando a la moneda metálica boliviana, con lo cual contribuyó a la unificación monetaria del país.
El Banco Nacional fundado por Rivadavia estaba controlado por comerciantes ingleses y había provocado una grave crisis monetaria con continuas emisiones de papel moneda, continuamente depreciado. En 1836 Rosas lo declaró desaparecido, y en su lugar fundó un banco estatal, llamado Casa de Moneda; fue el antecedente inicial del actual Banco de la Provincia de Buenos Aires.
[cita requerida]

### Guerra con Bolivia
En 1836 se organizó la Confederación Perú-Boliviana, presidida por Andrés de Santa Cruz, que poco después entró en guerra con Chile. El gobierno chileno acusó a Santa Cruz de planear anexarse las provincias del norte argentino; por otro lado, Bolivia era uno de los países con mayor cantidad de emigrados unitarios, y desde ese país se habían producido varias invasiones a Salta y Tucumán. El 19 de mayo de 1837, Rosas declaró la guerra a la Confederación Perú-Boliviana. El peso de las guerras recayó en las provincias del noroeste argentino; Rosas se limitó a enviarle algunos oficiales y piezas de artillería. Las operaciones –comenzaron en agosto de 1837– consistieron básicamente en la defensa de la Puna de Jujuy y el norte de la Provincia de Salta, con una serie de combates y escaramuzas sin resultados concluyentes.
La guerra continuó hasta la victoria del ejército restaurador chileno-peruano en la Batalla de Yungay, que puso fin a la Confederación Perú-Boliviana. Rosas no aprovechó la victoria para reincorporar la provincia de Tarija, cuya posesión se reclamaba, dejando pendiente el conflicto.
El rey de Francia, Luis Felipe, intentó recuperar para Francia su papel de gran potencia, obligando a varios países débiles a hacerle concesiones comerciales y –cuando era posible– reducirlos a protectorados o colonias; ese fue lo que ocurrió, por ejemplo, en Argelia. Desde 1830, Francia buscaba aumentar su influencia en América Latina y, especialmente, lograr la expansión de su comercio exterior.[cita requerida]
En noviembre de 1837, el vicecónsul francés se presentó al ministro de relaciones exteriores, Felipe Arana, exigiéndole la liberación de dos presos de nacionalidad francesa; también reclamaba un acuerdo similar al que tenía la Confederación Argentina con Inglaterra y la excepción del servicio militar para los inmigrantes de origen francés. A través de Felipe Arana, su ministro de relaciones exteriores, Rosas rechazó las exigencias. La respuesta francesa fue el bloqueo de Buenos Aires y los ríos Paraná y de la Plata, proclamado a fines de marzo de 1838.
En octubre de 1838, la escuadra francesa atacó la isla Martín García, derrotando con sus cañones y su numerosa infantería a las fuerzas del coronel Jerónimo Costa y del mayor Juan Bautista Thorne. Cuando los franceses pretendieron apoyo naval desde Montevideo y Colonia, el presidente uruguayo Manuel Oribe se negó. De modo que los franceses comenzaron a apoyar al general Fructuoso Rivera, que se había lanzado a una revolución. Los argentinos exiliados en Montevideo, enemigos de Rosas, quedaron del lado de Rivera. Francia, por su parte, extendió el bloqueo a los puertos uruguayos y se apoderó de la escuadra de Oribe. El presidente se vio obligado a renunciar, y se refugió en Buenos Aires; Rivera asumió la dictadura.
En Buenos Aires y el Litoral, el bloqueo causó enormes trastornos: los productos exportables se acumulaban en las barracas, de modo que los estancieros no podían vender sus productos. El descontento se extendió entre los ganaderos y a los comerciantes, muchos de los cuales se pasaron silenciosamente a la oposición. Adicionalmente, Rosas pretendió resolver parte de los problemas financieros que le causaba el bloqueo exigiendo el pago de los cánones atrasados de los campos en enfiteusis; los estancieros, sin ingresos por el mismo bloqueo, debieron endeudarse o malvender sus ganados para pagar.
Sobre el reclamo particular de Francia, esto es, la exención del servicio de armas para sus súbditos, el gobierno de Buenos Aires retrasó la respuesta por más de dos años. Rosas no se oponía a reconocer a los residentes franceses en el Río de la Plata el derecho a un trato similar al que se daba a los ingleses, pero solo estuvo dispuesto a reconocerlo cuando Francia envió un ministro plenipotenciario, con plenos poderes para la firma de un tratado. Eso significaba un trato de igual a igual, y un reconocimiento de la Confederación Argentina como un estado soberano.[cita requerida]

### La Generación del 37

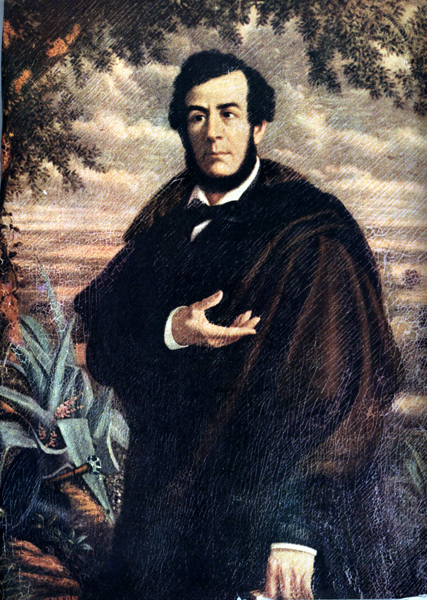
Esteban Echeverría.

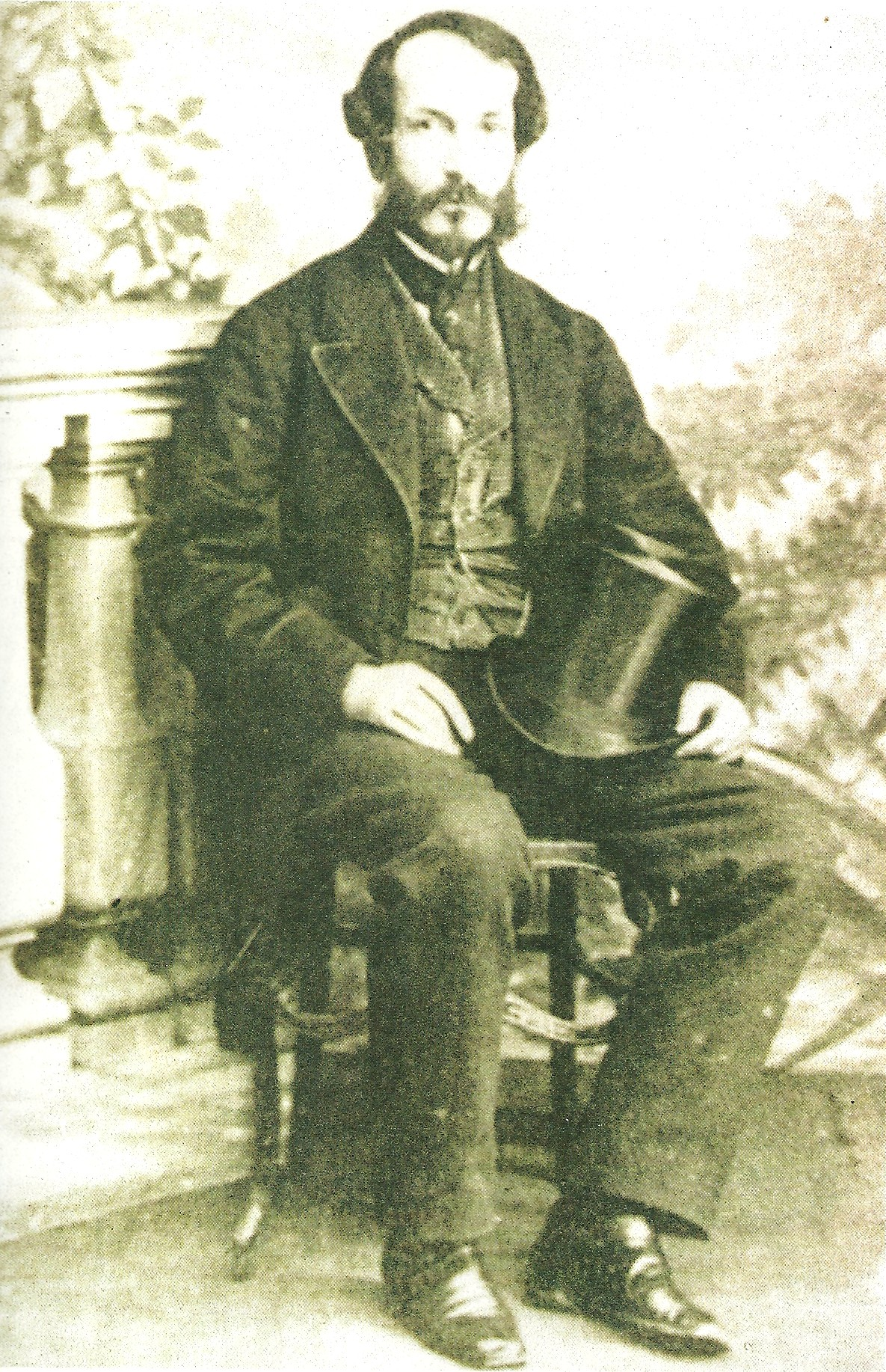
Juan Bautista Alberdi.

Los jóvenes de la generación de mayo habían llegado a la edad adulta, y en la década del 30 apareció una nueva generación de jóvenes, formada por nacidos en el siglo XIX, y especialmente en la década de la independencia. La Generación del 37 es el nombre que se dio posteriormente a los escritores e intelectuales de esa generación, muchos de ellos viajeros al exterior, educados en universidades, y con ideales románticos y liberales. Esteban Echeverría, uno de sus miembros de más edad, creó un grupo que se reunía en la trastienda de la librería de Marcos Sastre a discutir sobre literatura y arte, pero también sobre temas políticos. Apasionados por las novedades llegadas de Europa, y distanciados de la tradición española, no eran necesariamente opositores a Rosas.
La agresión francesa obligó a los jóvenes románticos a elegir entre la "civilización" –cuyo máximo representante era Francia– y el gobierno de su país; la mayor parte de ellos se pusieron del lado de Francia y criticaron la postura de Rosas. Echeverría fundó la Asociación de la Joven Argentina –posteriormente Asociación de Mayo– con fines de reflexión y propaganda política. En su ideario, renegaban formalmente de los partidos unitario y federal, y proponían solucionar los problemas del país por medio de la libertad, igualdad y fraternidad proclamadas por la revolución francesa. Algunos de los jóvenes fundaron filiales en el interior del país: Domingo Faustino Sarmiento y Antonino Aberastain crearon una en San Juan, Benjamín Villafañe y Félix Frías, otra en Tucumán y José Francisco Álvarez y Ramón Ferreyra crearon la de Córdoba.
Tanto sus ideas como sus acciones tendrían gran influencia en la organización nacional y el proceso constitucional posterior a la caída de Rosas, especialmente a través de Sarmiento, Juan Bautista Alberdi y Juan María Gutiérrez. Por mucho tiempo serían considerados próceres civiles, pero posteriormente los historiadores revisionistas los acusarían de considerar todo lo europeo superior a lo americano o español, de querer trasplantar Europa a América sin considerar a los americanos, y de traicionar repetidamente a su propio país al aliarse a los enemigos extranjeros de su gobierno.
La Sociedad Popular Restauradora comenzó a presionar sobre los jóvenes románticos, y algunos de ellos fueron atacados por la Mazorca; algunos de ellos emigraron a Montevideo o a Chile. Algunos grupos ocultamente disidentes, sólo marginalmente relacionados con la Asociación de Mayo, permanecieron a la expectativa.

### Primeras revueltas contra Rosas y sus aliados
Con la intención de resolver la crisis en lo que atañía a su provincia, Estanislao López envió a Buenos Aires a su ministro Domingo Cullen; con autorización del viejo caudillo o sin ella, Cullen pasó por encima de Rosas y se entrevistó con el jefe de la escuadra francesa, pidiendo el levantamiento del bloqueo para su provincia y ofreciendo retirar el encargo de las relaciones exteriores a Rosas. Pero en ese momento falleció López, con lo que Cullen debió huir a Santa Fe. Allí logró ser elegido gobernador.
Cullen se puso en contacto con el gobernador correntino Genaro Berón de Astrada para combinar algún tipo de movimiento contra Rosas. Antes de que estas negociaciones llegaran a nada concreto, Echagüe y Rosas presionaron sobre la legislatura santafesina y lograron el derrocamiento de Cullen; éste huyó a Santiago del Estero.
Berón de Astrada se pronunció contra Rosas y organizó un ejército provincial; Echagüe invadió Corrientes y lo derrotó en marzo de 1839. Tras dejar en Corrientes un gobierno federal, Echagüe regresó a su provincia e invadió el Uruguay, para enfrentar a Rivera, que había prestado ayuda a Berón de Astrada.
En Buenos Aires, un grupo de descontentos intentó derrocar a Rosas; el responsable fue descubierto y fusilado, y su padre, el exgobernador Manuel Vicente Maza, fue asesinado. Varios estancieros del sur de la provincia se lanzaron a la revolución, llamada de los Libres del Sur. El general Lavalle se había trasladado con algunos centenares de voluntarios a Martín García –ocupada por Francia– y había prometido ayuda a los Libres del Sur. Los estancieros no lo esperaron y avanzaron sobre Buenos Aires al frente de algunos centenares de gauchos, pero fueron derrotados en la batalla de Chascomús.
Enterado de que Echagüe había invadido el Uruguay, Lavalle invadió a su vez –en buques franceses– la provincia de Entre Ríos; derrotó al gobernador delegado y recorrió toda la provincia buscando apoyos. Al no conseguirlos, se trasladó a Corrientes, donde el gobernador Pedro Ferré se había pronunciado contra Rosas. Allí formó un segundo ejército.
Mientras tanto, los problemas se multiplicaban en el norte: a fines de 1838 había sido asesinado Alejandro Heredia, pasando el control de Salta y Tucumán a líderes unitarios. Desde Santiago del Estero, Cullen organizó dos revoluciones en Córdoba; vencidas éstas, Ibarra envió a Cullen a Buenos Aires, donde Rosas lo hizo fusilar.
En los últimos días de 1839, Echagüe fue derrotado en la Batalla de Cagancha, no lejos de Montevideo, y huyó a Entre Ríos, llevando consigo a Oribe.

### Antirrosistas a las puertas de Buenos Aires

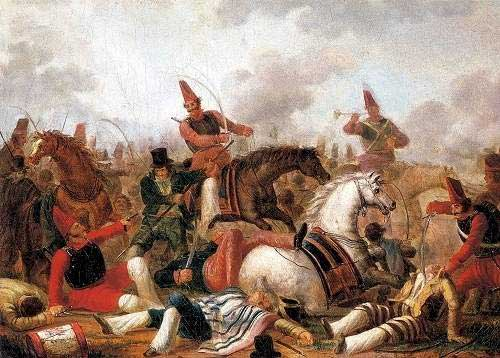
Un combate de caballería en la época de Rosas, según Carlos Morel.

Los nuevos gobernantes del noroeste –principalmente José Cubas, de Catamarca y Marco Avellaneda, de Tucumán– organizaron para hacer frente al gobernador porteño. Cuando el ejército correntino de Lavalle invadió nuevamente Entre Ríos, Tucumán se pronunció contra Rosas, puso su ejército al mando del general Lamadrid y formó con las provincias vecinas la Coalición del Norte. El comandante nominal de su ejército era el gobernador de La Rioja, Tomás Brizuela. El único gobernador que permaneció fiel a éste fue Ibarra, de Santiago del Estero; por ello se lanzaron tres invasiones en su contra, sin resultado alguno.
Lavalle recorrió Entre Ríos de norte a sur, pero fue derrotado en el mes de julio por Echagüe; refugiado en Punta Gorda, embarcó sus tropas en la escuadra francesa. Sus perseguidores pensaron que se retiraba a Corrientes o al Uruguay, pero el 1 de agosto desembarcó en San Pedro, en el norte de la provincia de Buenos Aires.
Con caballos aportados por algunos estancieros amigos, avanzó sobre Buenos Aires. Pero su invasión no tenía apoyo popular alguno; nadie se unió a su ejército, y en cambio el coronel Pacheco, jefe del ejército porteño, lo fue rodeando con sus tropas. De modo que Lavalle retrocedió hacia el norte de la provincia.
Cuando se supo que Lavalle huía, estalló el terror general en la ciudad: decenas de personas fueron asesinadas, centenares de casas saqueadas y las calles quedaron vacías. Los antiguos partidarios de los unitarios fueron perseguidos, y también los que fueran sospechosos de serlo, por cualquier razón. Los símbolos de los unitarios, y hasta los objetos de colores identificados con los unitarios –celeste y verde– fueron destruidos. Las casas, la ropa, los uniformes, todo lo que pudiera colorearse fue pintado de color rojo.
Rosas no hizo nada para detener la masacre, y posiblemente no hubiera podido controlarla: sólo a fines de ese año, cuando estuvo seguro de que iba a ser obedecido, anunció que a cualquiera que se lo descubriera violando una casa, robando o asesinando sería pasado por las armas. La violencia se detuvo ese mismo día.
El terror del año '40 fue la culminación del uso político de la violencia por parte de Rosas y su partido. Algunos historiadores extienden la imagen de esas semanas de violencia a todo su gobierno, mientras que otros sostienen que no fue así. Hubo varios períodos en los que los opositores fueron perseguidos, pero los crímenes de todos los días sólo ocurrieron a fines de 1840. De hecho, Rosas usó más el terror como idea para presionar las conciencias que para eliminar personas.

### Guerra contra la Coalición del Norte
Lavalle persiguió al gobernador santafesino Juan Pablo López hasta la ciudad de Santa Fe, que ocupó tras firme resistencia. Allí se enteró de la firma del tratado Arana-Mackau: por presión de Inglaterra a Francia, se había pactado el fin del bloqueo francés al Río de la Plata; Rosas había cedido en cuanto a indemnizaciones y al trato a los ciudadanos franceses, pero no a concesiones territoriales, comerciales, ni de libre navegación interior.
Por su parte, Lamadrid había invadido y ocupado Córdoba, de modo que Lavalle marchó a su encuentro. En el camino fue derrotado por las fuerzas federales –al mando del oriental Manuel Oribe– Quebracho Herrado, el 28 de noviembre de 1840. Lavalle y Lamadrid no pudieron ponerse de acuerdo en nada, excepto en retroceder: Lavalle a La Rioja y Lamadrid a Tucumán. Tras varias derrotas sucesivas, Lavalle quedó al frente de su ejército en Tucumán, mientras Lamadrid marchó hacia Cuyo.

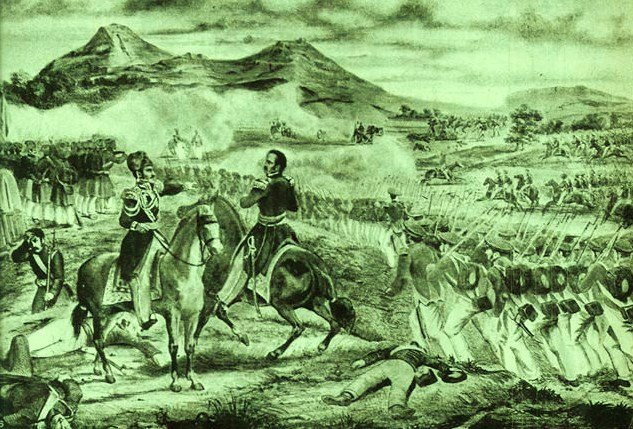
La batalla de Famaillá.

Pacheco persiguió a Lamadrid hasta Cuyo; allí los unitarios obtuvieron su última victoria en Angaco, antes de ser definitivamente derrotados en la batalla de Rodeo del Medio, del 24 de septiembre de 1841. Lamadrid y sus hombres huyeron a Chile. Pocos días antes, Lavalle había sido derrotado por Oribe en la batalla de Famaillá; en retirada hacia el norte, fue muerto por casualidad por una partida federal. Gran parte de sus tropas huyeron a Bolivia, llevando el cadáver de su jefe. También Catamarca fue ocupada, y Cubas y Avellaneda fueron ejecutados.
El resto de los correntinos de Lavalle cruzó el Chaco, para incorporarse a un nuevo ejército correntino, que había formado el general Paz. Éste derrotó a Echagüe en la batalla de Caaguazú e invadió Entre Ríos, mientras Rivera hacía lo mismo cerca de la actual Concordia. Pero los entrerrianos eligieron gobernador a Justo José de Urquiza y obligaron a Paz a abandonar Paraná; terminaría refugiado en Montevideo.
De regreso a Santa Fe, Oribe destrozó al santafesino Juan Pablo López –que había cambiado de bando– y avanzó sobre las fuerzas uruguayas y correntinas al mando de Rivera, a las cuales derrotó en Arroyo Grande, en diciembre de 1842. Unos días más tarde, Corrientes volvía a caer en manos federales.
Oribe invadió el Uruguay, al mando de tropas argentinas y uruguayas. Toda la Argentina estaba nuevamente en manos federales.

### La economía en la década de 1840
La economía rosista se basó en la expansión de la ganadería y la exportación del producto de los saladeros: cuero, tasajo y sebo. Tras un período de estancamiento relativo en la década anterior, los década de 1840 fue especialmente favorable al crecimiento de la ganadería en el litoral. La provincia de Buenos Aires fue la principal beneficiaria de este crecimiento, principalmente porque el gobierno porteño conservó el privilegio del control de los ríos interiores y concentró todo el movimiento portuario y aduanero en la capital.
Bajo el efecto de los bloqueos, las tasas de importación fueron reducidas significativamente; pero nunca volvieron a ser tan bajas como en la época de Rivadavia, ni como serían después de su caída.
El crecimiento económico permitió diversificar las actividades industriales y artesanales en la ciudad capital; no obstante, no hubo desarrollo de industrias fuera de las ligadas a la producción rural: saladeros, curtiembres y molinos. El crecimiento de este último rubro permite suponer que la "ciudad carnívora" estaba comenzando a incorporar mayor cantidad de pan a su dieta.
Los subsidios que otorgó a algunas provincias estaban orientados a sostener a sus gobiernos y ejércitos, no a la economía local. De todos modos, el crecimiento económico del litoral fluvial arrastró un cierto crecimiento de las economías del interior, que proveían de ciertas mercaderías a aquel.
El estricto control que Rosas impuso –incluso personalmente– a los gastos públicos, y su negativa a permitir emisiones de papel moneda sin respaldo le permitieron a la provincia de Buenos Aires mantener equilibradas sus finanzas, aún en los períodos en que éstas se vieron afectadas por los bloqueos navales.

### Cultura y educación en la época de Rosas

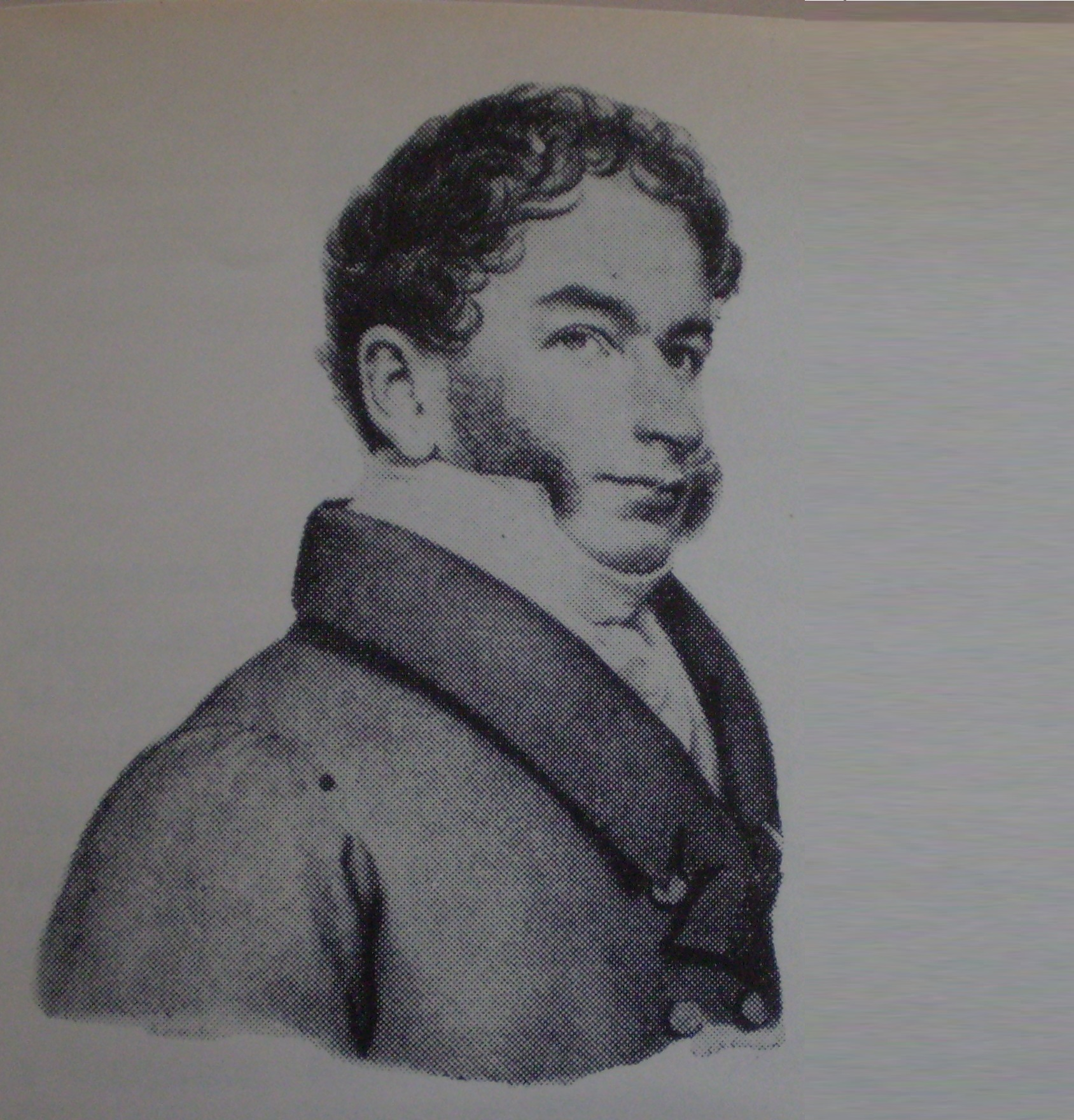
Pedro de Angelis fue uno de los intelectuales más destacados del rosismo.

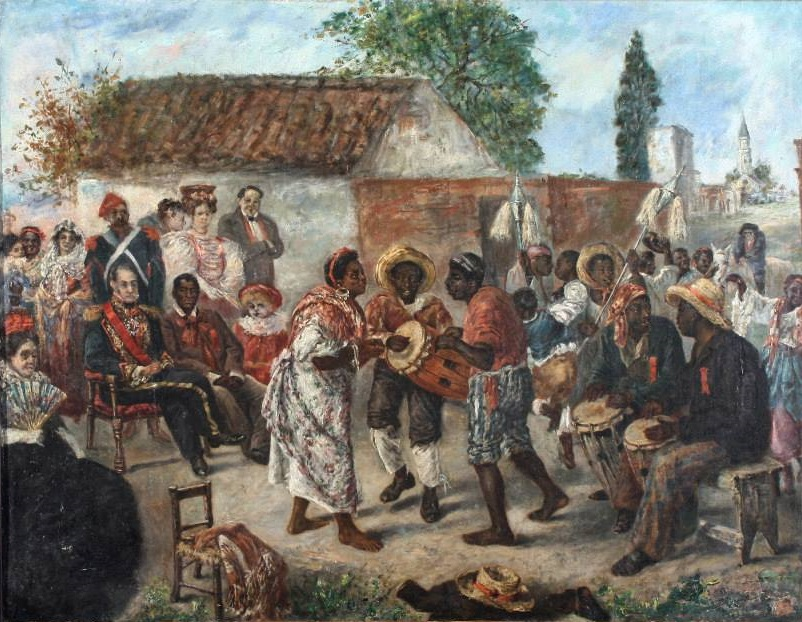
Rosas prestaba mucha atención a sus relaciones con las clases populares; en la imagen, preside un candombe de negros.

Para reducir gastos, Rosas anuló la mayor parte del presupuesto dedicado a la educación. En 1838 se suprimió en Buenos Aires la enseñanza gratuita y los sueldos de los profesores universitarios.
No obstante la Universidad de Buenos Aires y el actual Colegio Nacional de Buenos Aires se mantuvieron en actividad por medio del arancelamiento de sus estudiantes, y de sus aulas salieron los miembros de la élite porteña del período siguiente, la mayoría de los cuales serían detractores acérrimos de Rosas.
Además existía la Universidad de Córdoba, regenteada por religiosos católicos, que otorgaba títulos en derecho canónico y civil.
En Buenos Aires, la educación secundaria estuvo distribuida entre varios colegios, entre los cuales el más prestigioso era el Colegio de San Ignacio, de los jesuitas, que –cuando estos fueron nuevamente expulsados– se transformó en el Colegio Republicano Federal, regenteado por el antiguo jesuita Francisco Magesté. Pero también había varios colegios privados, como el que dirigía Alberto Larroque. En el interior había colegios secundarios en la mayoría de las capitales provinciales; el más antiguo y prestigioso era el Colegio Nacional de Monserrat; en algunas de ellas era especialmente prestigiosa la educación brindada por los conventos, como el franciscano de San Fernando del Valle de Catamarca.
El periodismo sufrió las consecuencias de las persecuciones de Rosas; no obstante, se siguió publicando la Gaceta de comercio, heredera de la antigua Gazeta de Buenos Ayres, y varios otros periódicos, invariablemente oficialistas y, en muchos casos, directamente obsecuentes hacia Rosas. El periodista Luis Pérez publicó varios periódicos de inspiración popular en apoyo a Rosas. Entre los periódicos de carácter informativo, se destacaron el British Packett and Argentina News, editado por la comunidad de comerciantes británicos, y el Archivo Americano y espíritu de la prensa del mundo –editado por Pedro de Angelis– y El Diario de la Tarde, editado por Pedro Ponce y Federico de la Barra.
Sólo en algunas provincias del interior se publicaron algunos periódicos; Córdoba y Mendoza, provincias donde esta actividad se había desarrollado más que en otras, casi no tuvieron actividad periodística debido al temor de "Quebracho" López y José Félix Aldao a la oposición que pudiera hacérseles por la prensa. Se destaca, en cambio, la prensa opositora que existió en Corrientes durante los períodos en que la provincia estuvo enfrentada con Rosas. Entre los periodistas que destacaron en el interior, se puede mencionar a Marcos Sastre y Severo González –federales– en Santa Fe, y Juan Thompson, Manuel Leiva y Santiago Derqui –antirrosistas– en Corrientes.
La literatura del período fue notoriamente escasa, con excepción de la que produjeron los miembros de la Generación del 37. La música, en cambio, tuvo un momento de brillo particular, llegando con Juan Pedro Esnaola a alcanzar cierta autonomía de las escuelas musicales europeas. Por su parte, también la pintura logró iniciar una producción autónoma, especialmente en el campo del retrato, el paisajismo y la pintura histórica; sus representantes más destacados fueron Prilidiano Pueyrredón y Carlos Morel, y los europeos Ignacio Baz, Charles Henri Pellegrini y Amadeo Gras.

### La Iglesia católica

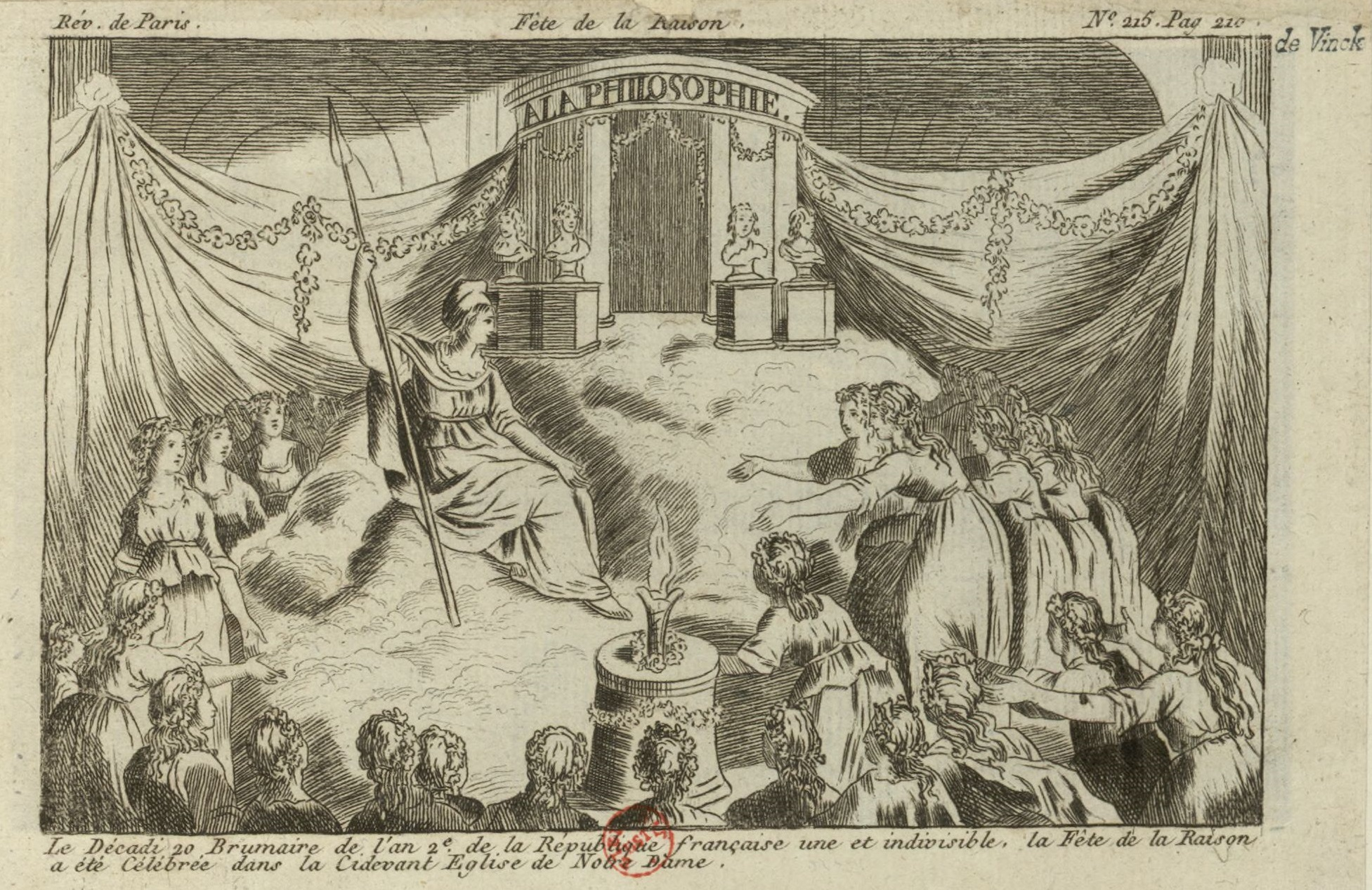
El culto de la «diosa Razón» durante la Revolución Francesa.

En el Imperio Español la unidad social se concebía a través de la unidad de la Fe de la Iglesia católica.
Pero desde su emancipación la Nación Argentina estuvo influida por dos corrientes de pensamiento distintas:

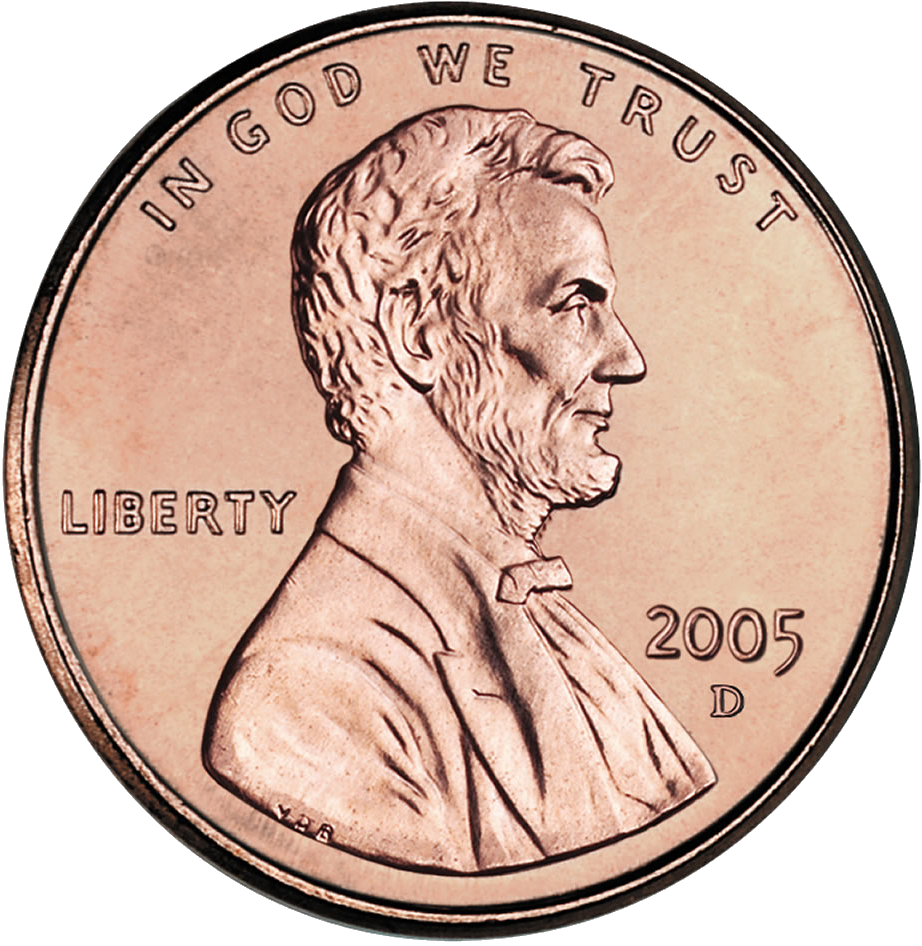
Moneda de EE. UU. con el lema "En Dios Confiamos"

1) La racionalista, laicista e iluminista de Voltaire que sustentó la filosofía política de la Revolución Francesa y que influyó por ejemplo en el Dean Funes en Córdoba.
2) Otra anterior, de inspiración cristiana, influida, por un lado, por la doctrina del sacerdote jesuita Francisco Suárez, de la Escuela de Salamanca, que pregonó que la autoridad es dada por Dios pero no al rey sino al pueblo que fue aprendida en la Universidad Mayor Real y Pontificia San Francisco Xavier de Chuquisaca por los principales patriotas que impulsaron la Revolución de Mayo; y por otro, por el ejemplo de la Revolución Americana que, aunque tuvo otros orígenes, su lema nacional es In God we trust (en inglés: «En Dios confiamos»).
En los primeros tiempos de la Argentina, Cornelio Saavedra y luego fray Cayetano Rodríguez, fray Francisco de Paula Castañeda, el Pbro. Pedro Ignacio de Castro Barros, el Gral. Manuel Belgrano, Esteban Agustín Gascón, Gregorio García de Tagle, entre otros, fueron grandes defensores del pensamiento católico y de la Iglesia contra el anticatolicismo de los grupos liderados primero por Mariano Moreno y Juan José Castelli, y después por el gobernante Bernardino Rivadavia que en 1822 entre otras medidas cerró varios conventos, se apoderó de todos los bienes que pertenecían a las órdenes religiosas, incautó los bienes propios del Santuario de Luján, de los de la Hermandad de Caridad, del Hospital de Santa Catalina y otros.

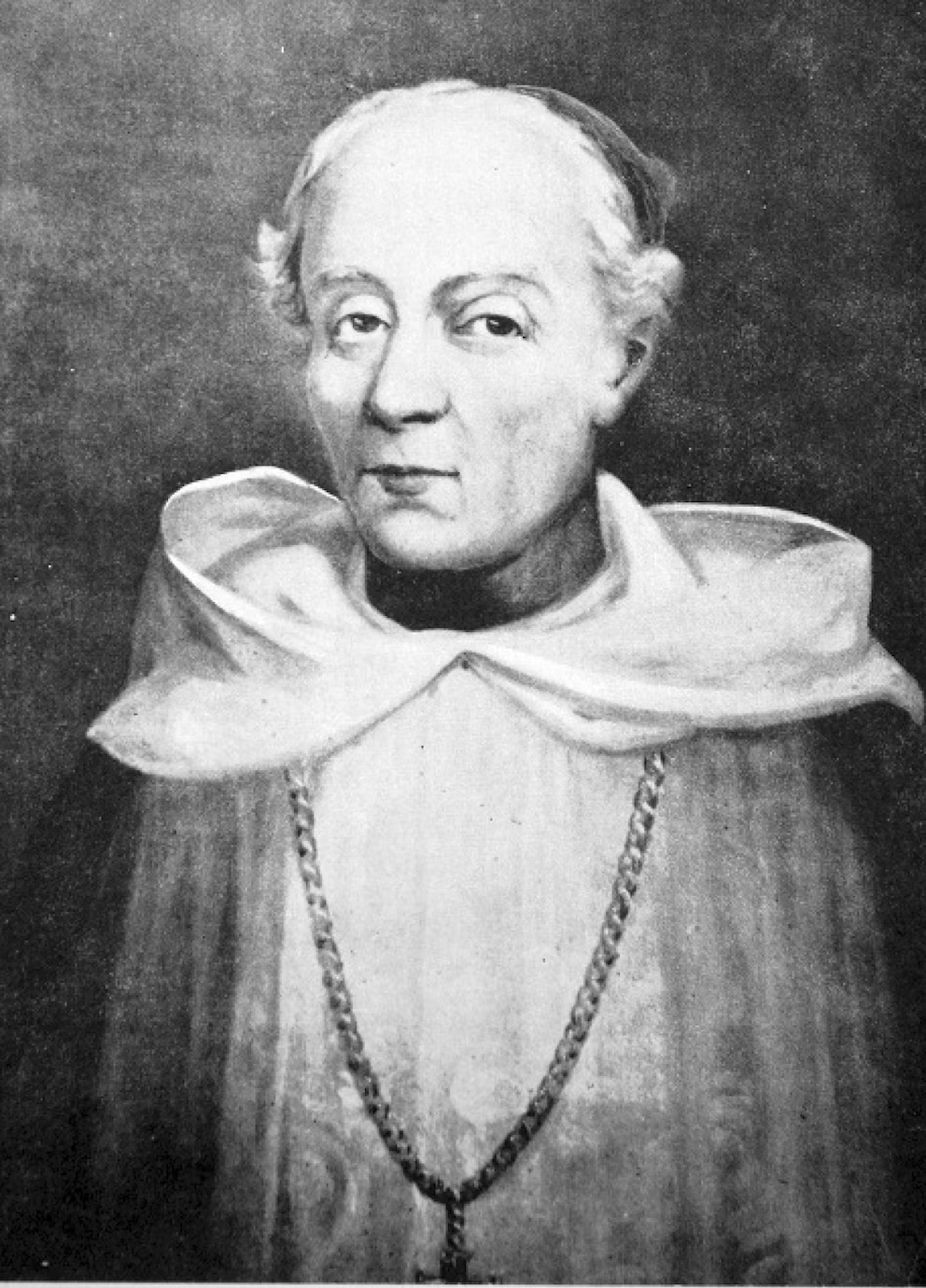
Fray Justo Santa María de Oro, obispo de San Juan de Cuyo.

Durante la época de Rosas la Argentina era esencialmente un país católico. La Iglesia católica tenía una importancia capital en la formación de conciencias sociales y en la educación, de modo que las relaciones de los gobiernos con ella era una parte fundamental del gobierno y la acción política.
Continuando con la tradición del antiguo régimen, Rosas consideraba a la Iglesia como parte del aparato del estado. Pero Rosas se identificaba a sí mismo con el gobierno, el estado, el país y la Nación, y buscó la legitimación de su sistema a través de la defensa de la Iglesia. Durante su gobierno, el color rojo punzó en todos los aspectos de la vida, y los altares fueron vestidos permanentemente con ese color; los curas párrocos llamaban a la feligresía a defender la "Santa Causa de la Federación", y el retrato de Rosas solía estar expuesto junto a las imágenes de los santos.
Para garantizar el apoyo de la Iglesia, debía garantizar su propio control sobre la misma; por ello sostuvo su derecho a ejercer al Patronato Eclesiástico como continuador del patronato regio de la época colonial. Todo el período fue un largo tironeo entre la autoridad papal y la autoridad de Rosas, y lo mismo ocurrió en las provincias. Ya durante la gobernación de Viamonte se había discutido la autoridad del Papa para nombrar por sí mismo obispos en la Argentina; en el "Memorial Ajustado" de 1834, la mayoría de los juristas consultados contestó que ese derecho le correspondía al gobierno.
El Papa resolvió esa limitación nombrando una serie de obispos titulares –entonces llamados obispos in partibus infidelium, es decir asignados a sedes que estaban "en manos de infieles" en Asia y África– para ejercer como vicarios apostólicos. Rosas reconoció al primero de estos, Mariano Medrano como obispo de Buenos Aires en 1830, con lo cual se normalizaron las relaciones con la Santa Sede, que estaban cortadas de hecho desde la guerra de independencia.
El Papa creó también la diócesis de San Juan de Cuyo, para la cual fueron nombrados obispos Justo Santa María de Oro y posteriormente José Manuel Quiroga Sarmiento. Para la diócesis de Córdoba nombró a Benito Lascano, que entraría repetidamente en conflictos con "Quebracho" López antes de fallecer en 1836; ese mismo año fue elevado al obispado de Salta José Agustín Molina, que murió dos años más tarde. Ninguno de los dos sería reemplazado en todo el período.
Rosas devolvió algunos de los bienes confiscados por la reforma rivadaviana a las órdenes religiosas. En 1836 convocó a los jesuitas a regresar a su país; estos abrieron el Colegio de San Ignacio y varios más en el interior. No obstante, no logró utilizarlos para sus fines de propaganda política, por lo que terminó por expulsarlos nuevamente en octubre de 1841. Los gobiernos provinciales también consideraron prudente expulsarlos.

### Montevideo, Corrientes y el Gran Bloqueo
Vencida la resistencia en el interior de la Argentina, Rosas envió sus ejércitos a Montevideo, donde se agrupaban la mayoría de sus enemigos; Oribe seguía considerándose presidente del Uruguay, y ocupó el interior de ese país sin problemas. En abril de 1843 puso sitio a Montevideo, pero –con el apoyo de las escuadras europeas, y con refuerzos de tropas y voluntarios extranjeros– la ciudad resistió el asedio.
En la Argentina, hubo algunos alzamientos en el interior, y ciertos jefes militares, como el Chacho Peñaloza invadieron con algunas fuerzas desde Chile, pero fueron vencidos con facilidad.
Por su parte, Corrientes volvió a levantarse bajo la dirección de Joaquín y Juan Madariaga.
El Paraguay se veía perjudicado por el control de los ríos interiores ejercido desde Buenos Aires, por lo que el presidente Carlos Antonio López firmó un acuerdo comercial con el gobierno correntino; Rosas consideró que eso era un ataque a las representaciones exteriores que le habían sido conferidas. De modo que rechazó el acuerdo, afirmando que la Argentina nunca había reconocido la independencia paraguaya, que además nunca había sido declarada formalmente. En respuesta, el Congreso paraguayo declaró formalmente la independencia del país, exigiendo a continuación a Rosas su reconocimiento, que éste rechazó. De modo que el Paraguay transformó su acuerdo con una alianza militar contra Rosas.
Rivera logró evadir el sitio y amenazó el dominio de Oribe en el interior del Uruguay. Urquiza pasó a su vez a ese país y en marzo de 1845 lo derrotó en la batalla de India Muerta, obligándolo a refugiarse en el Brasil.
Como con el sitio de Montevideo no obtuvo el resultado esperado, Rosas reorganizó la escuadra porteña y ordenó el bloqueo naval completo de Montevideo en julio de 1845; la respuesta británica y francesa llegó trece días después, cuando las escuadras de esos países capturaron la totalidad de la flota porteña y declararon, a su vez, el bloqueo del Río de la Plata. Los aliados tomaron la isla Martín García y remontaron el río Uruguay, saqueando los puertos entre Gualeguaychú y Salto.
La flota anglo-francesa decidió remontar el Paraná, con la finalidad de dominar los ríos e iniciar el comercio directo con los puertos interiores. El 20 de noviembre de 1845, una batería comandada por Lucio N. Mansilla le causó serios daños en la batalla de la Vuelta de Obligado. La flota logró forzar el paso y la expedición llegó hasta Corrientes, pero no obtuvo beneficios comerciales importantes, y a su regreso fue nuevamente atacada. El intento no sería repetido.
Tras una episódica ocupación de Santa Fe por Juan Pablo López, Urquiza avanzó sobre Corrientes y venció en Laguna Limpia; poco después llegó a un acuerdo con los Madariaga. Sin embargo, Rosas lo desautorizó y rechazó el tratado, obligando a Urquiza a atacar Corrientes una vez más. El 27 de noviembre de 1847, derrotó a los Madariaga en la batalla de Vences y nombró gobernador a Benjamín Virasoro.
Rosas tenía el control de todo el país, mientras sus enemigos sólo controlaban Montevideo. Los comerciantes británicos presionaron a su gobierno, que levantó el bloqueo por medio del tratado Arana-Southern, firmado a comienzos de 1849. Al año siguiente, Francia firmó el Tratado Arana-Lepredour, con lo que el bloqueo terminó definitivamente. Ambos tratados garantizaban a la Argentina el control de los ríos interiores.

### Apogeo del rosismo

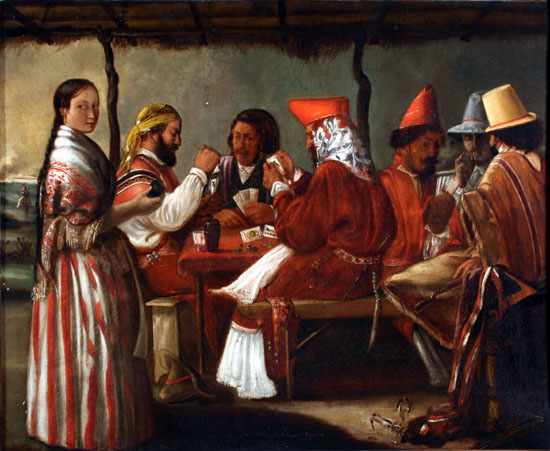
Aunque el Sitio de Montevideo parecía favorable a Rosas, le imponía retener gran cantidad de tropas inactivas, lejos de su provincia.

El régimen de Rosas había logrado sobreponerse a enemigos que, en un momento u otro, habían controlado casi todo el país, con excepción de la ciudad de Buenos Aires. La situación económica se hizo claramente favorable, y Rosas mantenía su prestigio inalterado.
En las provincias, la mayoría de los gobernadores permanecieron en sus cargos durante largos períodos; además de Ibarra –que gobernaba Santiago del Estero desde 1820– otros gobernadores tuvieron mandatos especialmente largos: Benavídez en San Juan, Echagüe en Santa Fe, Gutiérrez en Tucumán, Iturbe en Jujuy, López en Córdoba, Lucero en San Luis, Navarro en Catamarca y Urquiza en Entre Ríos gobernaron sus provincias durante casi toda la década de 1840. Los gobernadores sospechosos de no ser enteramente adictos a Rosas, como Vicente Mota de La Rioja y Segura en Mendoza, fueron expulsados de sus cargos.
Las provincias del interior se beneficiaron económicamente de la paz, que casi no tuvo interrupciones. Por su parte, las provincias del litoral se vieron beneficiadas de las excepciones que debió hacer Rosas durante el bloque anglo-francés, y su economía creció aceleradamente.
Las relaciones con los países vecinos se estabilizaron: el Paraguay se mantuvo neutral tras la primera derrota de los Madariaga y, aunque Bolivia se negó a colaborar para evitar nuevas invasiones contra las provincias del norte argentino, trató por todos los medios de evitar conflictos con ese país.
A pesar de la alianza con Chile, las relaciones con el país trasandino presentaron ciertas dificultades, debido al asilo brindado a los emigrados de la zona cuyana, entre los cuales se destacaba Domingo Faustino Sarmiento. Otro problema surgió a partir de la expansión territorial chilena hacia el sur: en 1843, Chile tomó posesión del Estrecho de Magallanes, punto estratégico que cobraba importancia con el incremento de la navegación en el océano Pacífico. Como el sitio ocupado se encontraba al este de la cordillera andina, el gobierno de Buenos Aires presentó –tardíos– reclamos en 1847 sosteniendo los derechos argentinos sobre dicho tramo oriental del paso oceánico, pero Chile rechazó los términos del documento.
Las provincias designaron a Rosas Jefe Supremo de la Confederación Argentina. Era un último formalismo que daba nombre al sistema que, durante un largo tiempo, dio unidad y estabilidad al país; pero por estar basada en el personalismo, esta estabilidad no podía durar indefinidamente. De todos modos, el poder de Rosas parecía inconmovible; el principal –y aparentemente único– problema que le quedaba era Montevideo, refugio de los enemigos de Rosas.

### Caseros: fin del rosismo

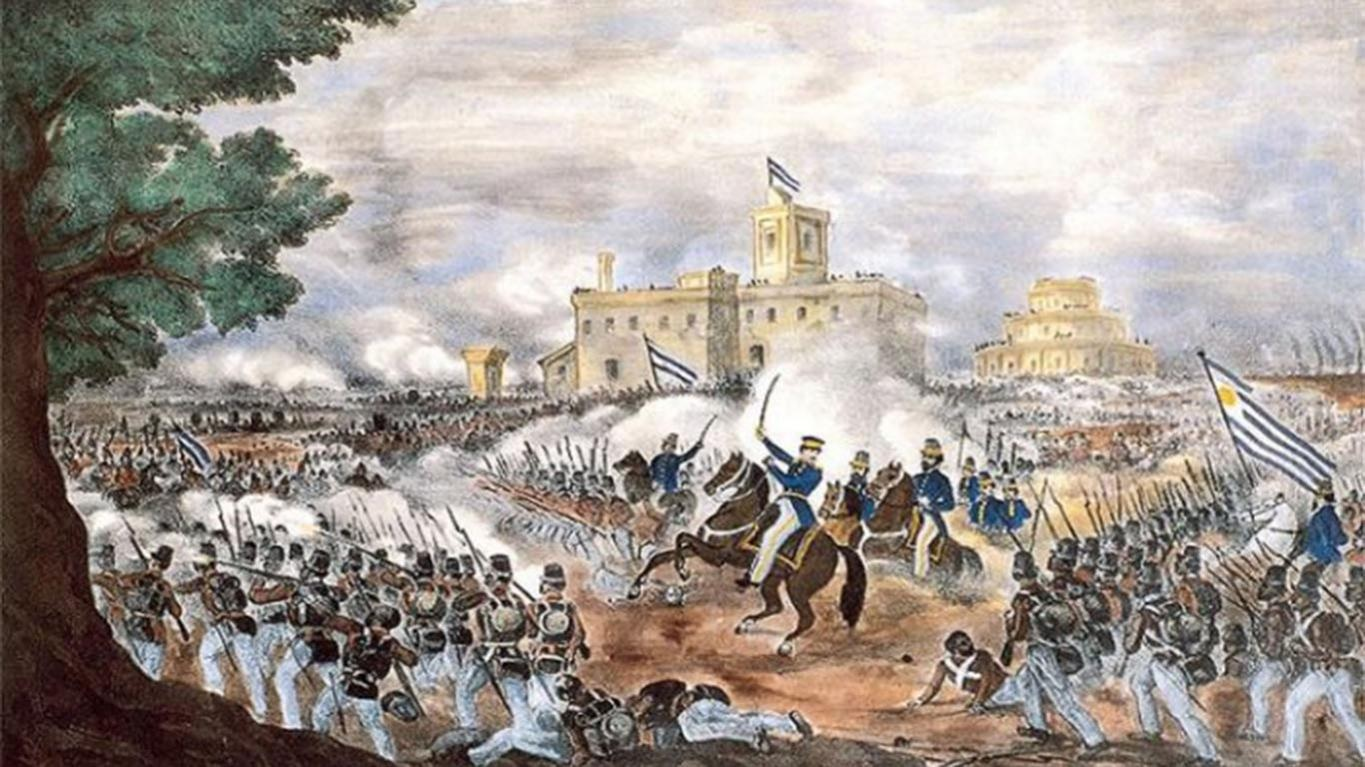
La batalla de Caseros.

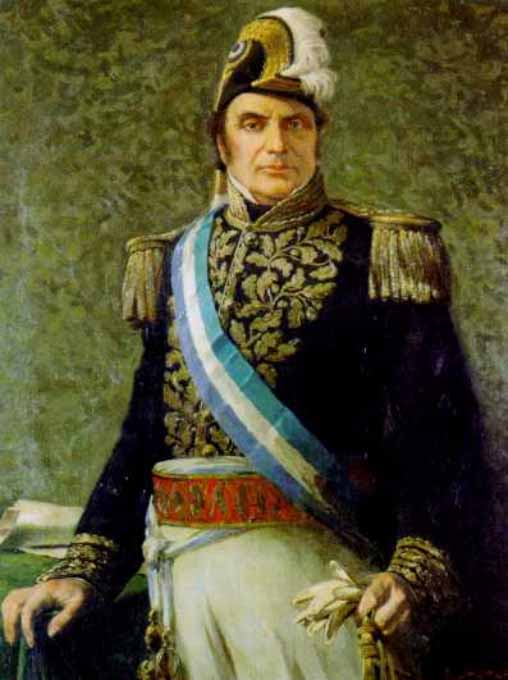
Justo José de Urquiza, primer presidente de la Confederación Argentina.

La caída de Montevideo parecía sólo cuestión de tiempo: finalizado el bloqueo, el único aliado que le quedaba a la ciudad era el Brasil, que hasta entonces no había hecho más que refugiar a los colorados uruguayos. No obstante, apenas conocido el levantamiento del bloqueo, tropas brasileñas habían iniciado invasiones parciales sobre territorio uruguayo. En diciembre de 1850, Rosas rompió relaciones con el Imperio.
Como antes habían querido hacer las potencias europeas, Brasil buscaba garantizar sus mercados en el Cono Sur sosteniendo   un gobierno propicio en el Uruguay. La diplomacia imperial se contactó con Urquiza, que se oponía a Rosas por razones económicas, debido al cierre de los ríos y la aduana única de Buenos Aires. La falta de una constitución nacional que obligara a Buenos Aires a seguir una política distinta era un obstáculo insalvable, y Rosas hacía de su oposición a la misma uno de los ejes centrales de su discurso.
Rosas previó que debería enfrentar al Brasil, y nombró a Urquiza comandante de la futura campaña contra el Imperio, enviándole armas y tropas. Por su parte, Urquiza interpretó que se estaba dando largas a la exigencia de la organización constitucional. Tras varias negociaciones con el Imperio, el 1 de mayo de 1851 se anunció el Pronunciamiento de Urquiza, en que se anunciaba la próxima sanción de una constitución y el retiro a Rosas de los poderes delegados por su provincia. El 29 de mayo firmó con el gobierno de Montevideo, la provincia de Corrientes y el Imperio un tratado de alianza para terminar con el sitio de Montevideo.
Urquiza invadió el Uruguay con el apoyo de la flota brasileña, que entró en los ríos Paraná y Uruguay; en julio, Rosas declaró la guerra al Brasil. Las tropas del sitio se pasaron a Urquiza, por lo que Oribe terminó por capitular. Tanto los sitiadores como los sitiados fueron incorporados a las fuerzas de Urquiza.
En noviembre, los aliados firmaron un segundo tratado, en el que se comprometían a derribar a Rosas. El Brasil aportó una enorme suma para la campaña, parte como subsidio y parte en calidad de préstamo. Los gobiernos del interior lanzaron toda clase de invectivas y amenazas contra Urquiza, pero no enviaron ayuda alguna a Rosas.
El Ejército Grande al mando de Urquiza, con un total de 30 000 hombres, invadió la provincia de Santa Fe, donde Echagüe fue derrocado. Rosas contaba con un número similar de armamento y tropas, pero el entusiasmo de éstas –e incluso de muchos de sus oficiales– había desaparecido. El propio gobernador asumió el mando de sus fuerzas, pero esperó pasivamente en los alrededores de Buenos Aires.
El 3 de febrero de 1852, en la batalla de Caseros, el Ejército Grande se impuso sin dificultad. Rosas abandonó el campo de batalla y se dirigió a la ciudad, donde redactó su renuncia. Refugiado en la legación británica, días después partió hacia Inglaterra, donde residió hasta su muerte, en 1877.
La noticia de Caseros sacudió a las provincias, y en las semanas siguientes la mitad de sus gobernadores fueron reemplazados por federales moderados; el resto se apresuró a entrar en contactos amistosos con Urquiza.
Había finalizado la etapa rosista y se iniciaba la de la Organización Nacional: al año siguiente se sancionaría la Constitución Nacional, y en 1854 Urquiza asumiría como primer presidente constitucional del país.

## Balance de la época de Rosas
Más allá de las diferencias evidentes –y en algunos casos más aparentes que reales– entre los estilos de Rivadavia y Rosas, el período comprendido entre 1820 y 1852 tiene una serie de características en común. Tanto Rivadavia como Rosas conservaron todo el poder para su provincia, y controlaron al interior a través del comercio exterior y la política aduanera. Ambos intervinieron militarmente en las provincias del interior en que consideraron que la mera influencia no era suficiente para asegurar su dominio. Y ambos rechazaron todo intento de institucionalizar el país cuando el predominio porteño no estuviera asegurado; la experiencia de Rivadavia convenció a Rosas que era mejor mantener al país inconstituido y sostener un sistema de negociaciones entre provincias soberanas.
En lo económico, el período significó la confirmación del modelo agroexportador insinuado durante la década inicial de la independencia y configurado en la época de Rivadavia. La apertura comercial no fue contestada siquiera por la Ley de Aduanas de Rosas, que apenas intentó regular algunas de las importaciones, sin cuestionar en absoluto la base agroexportadora. El litoral experimentó un muy rápido crecimiento, con altibajos causados por la situación política, el clima y los mercados, mientras el interior se convertía en mero proveedor del litoral, sin proveer mercancías exportables. La principal diferencia con el régimen de Rivadavia estuvo en que, en el período rosista, fueron los propios estancieros –beneficiarios del modelo agroexportador– quienes detentaron prácticamente todo el poder político.
Pese a la falta de datos precisos, parece haber existido una fuerte corriente de migraciones internas desde el interior hacia el litoral fluvial, que además habría recibido una corriente inmigratoria importante –muy difícil de medir– desde Europa, especialmente desde España e Italia. Y, a partir de la gran hambruna, también desde Irlanda.
En lo cultural, el período presenta una discontinuidad notable con la época anterior: tras la pretensión rivadaviana de modernizar y europeizar la cultura y la educación, y romper con el modelo colonial, los dirigentes federales intentaron desarrollar una cultura nacional propia, sin hacer particular hincapié en la continuidad o discontinuidad con la situación previa.
La época de Rosas, han sido considerados por la historiografía como un período política y culturalmente estéril. Por su parte, los historiadores revisionistas suelen considerar que fue un período en que se llevó a cabo un intento de organización social y política autónoma, que se frustraría en el período siguiente, el de la Organización Nacional.